# Jane Birkin
Pour les articles homonymes, voir Birkin (homonymie).
Jane Birkin ([dʒeɪn ˈbɜːkɪn]), née le 14 décembre 1946 à Marylebone (Londres) et morte le 16 juillet 2023 à Paris 6e, est une actrice, chanteuse, scénariste et réalisatrice britannico-française.
Après des débuts au cinéma en Angleterre notamment dans le film Blow-Up de Michelangelo Antonioni, elle entame une carrière en France où elle rencontre Serge Gainsbourg, avec qui elle tourne dans Slogan de Pierre Grimblat. Très vite, ils forment un couple à la ville. C'est en 1969 qu'elle débute dans la chanson avec l'auteur-compositeur-interprète . La même année, leur duo sur la chanson Je t'aime… moi non plus, devient un succès international, atteint la première place au Royaume-Uni et provoque un scandale retentissant. Gainsbourg lui écrit de nombreuses chansons, cela même après leur séparation.
Parallèlement, elle poursuit sa carrière d'actrice, tournant avec Jacques Deray, Roger Vadim et Michel Deville. Au milieu des années 1970, elle est reconnue du grand public pour ses rôles dans des comédies populaires de Claude Zidi puis de Michel Audiard, sans négliger pour autant le cinéma d'auteur.
En 1985, dirigée par Patrice Chéreau, elle débute au théâtre dans la pièce de Marivaux La Fausse Suivante, où elle fait grande impression. Actrice reconnue par ses pairs, elle tourne alors pour Régis Wargnier, Jacques Doillon, Agnès Varda, Jacques Rivette, Jean-Luc Godard, Bertrand Tavernier, James Ivory... À deux reprises, elle passe derrière la caméra, en 1992 à la télévision pour le téléfilm Oh ! Pardon tu dormais… et en 2007 pour le grand écran Boxes, qu'elle écrit et réalise.
À la fin des années 1980, elle donne une série de concerts pour la première fois à Paris, en interprétant le répertoire que Gainsbourg a écrit pour elle. Elle se produit alors régulièrement sur scène.

## Biographie

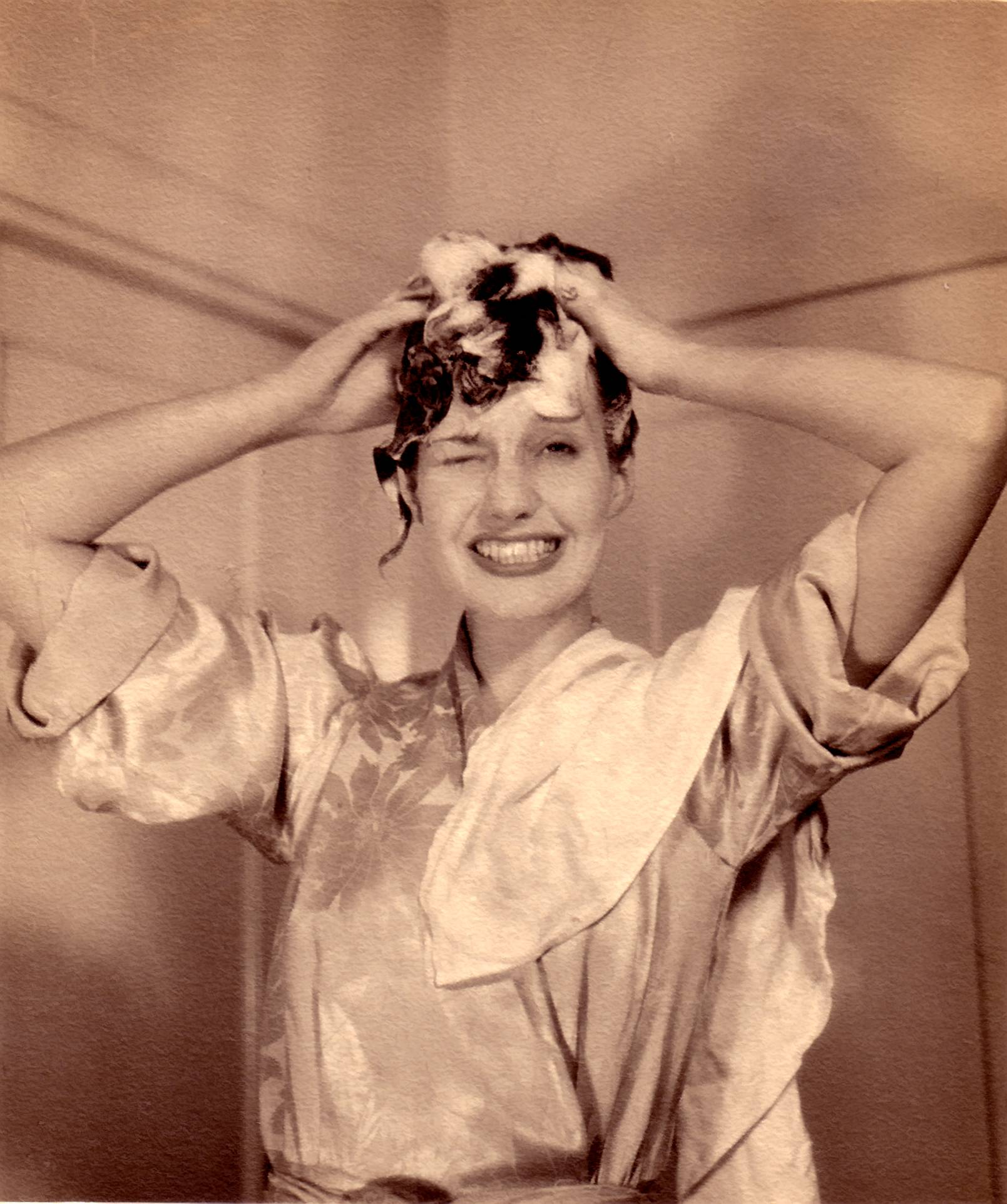
L'actrice et chanteuse Judy Campbell, mère de Jane Birkin, un an avant la naissance de celle-ci.

Jane Mallory Birkin est née au sein d'une famille londonienne de la gentry anglaise,. Elle est la fille de David Birkin (1914-1991), Lieutenant commander dans la Royal Navy ainsi que de l'actrice Judy Campbell (1916-2004), muse de Noël Coward, dramaturge anglais. Elle est née à Marylebone, un quartier du centre de Londres, situé dans la Cité de Westminster.
Elle a une sœur cadette, Linda et un frère aîné, Andrew Birkin, acteur et réalisateur, qui a joué avec Jane dans le film La Pirate et a dirigé Charlotte Gainsbourg dans le film Cement Garden.
Pendant la Seconde Guerre mondiale, son père a aidé la résistance intérieure française en convoyant de nuit, entre la Grande-Bretagne et la Bretagne,, des combattants de la France libre. Il aurait notamment sauvé François Mitterrand, d'après un ouvrage de Gabrielle Crawford publié en 2004.
Jane Birkin fait partie de la nombreuse descendance de Charles II et de sa maîtresse Louise Renée de Penancoët de Keroual ; elle est la petite-nièce de Freda Dudley Ward, maîtresse d'Édouard VIII, alors prince de Galles, dont la fille épousera le réalisateur Carol Reed. Elle est également la cousine du mathématicien et philosophe Bertrand Russell, par sa grand-mère paternelle Olive Russell.
Le 6 juillet 1955, Jane Birkin, âgée de 8 ans, remet un bouquet de fleurs à la reine Élisabeth II qui visite l’usine de dentelle de son oncle, le lieutenant-colonel Birkin, à Nottingham et s'en explique : « Ma marraine était la fille de Winston Churchill et mon parrain, le plus grand couturier de Londres. Mon père connaissait Churchill par sa famille. Il venait d’une famille à moitié aristocratique, à moitié dans la dentelle. Or, le truc de la reine d’Angleterre, c’était de visiter des endroits plutôt barbants, notamment les usines de dentelle. On m’a donc mise là parce que mon oncle n’avait pas d’enfant. J’étais la seule fille qui pouvait présenter un bouquet à la Reine. » Elle rencontre la reine à trois autres reprises, en 1978, pour la présentation du film Mort sur le Nil, le 22 mars 1982 pour l'avant-première du film Meurtre au soleil et lors du centenaire de l'Entente cordiale France-Royaume-Uni, en 2004.
Dans le film d'Agnès Varda Jane B. par Agnès V., Jane Birkin raconte que, quand elle était enfant à l'internat, sur l'île de Wight, elle était appelée par son numéro de chambre : « Ninety-Nine » (soit 99). L'actrice préférée de Jane Birkin est probablement Marilyn Monroe, comme elle le dit dans le film.
En 1964, elle débute au cinéma en Angleterre dans le film de Richard Lester, Le Knack... et comment l'avoir, film emblématique du Swinging London, avec d'autres débutantes, futures actrices de premier plan, Jacqueline Bisset et Charlotte Rampling. Le film est un succès. Jane Birkin enchaîne, sous la direction de Michelangelo Antonioni, avec le film Blow-Up, lequel, présenté au Festival de Cannes 1967, remporte la Palme d'or. Son petit rôle, dans une scène centrale, de mannequin déshabillée de force entièrement, ce qui est une première pour le cinéma anglais non pornographique, l'associe d'emblée à un scandale qui perdure. Alors âgée de dix-neuf ans, elle pose pour l'objectif de Jeanloup Sieff pour Harper's Bazaar.

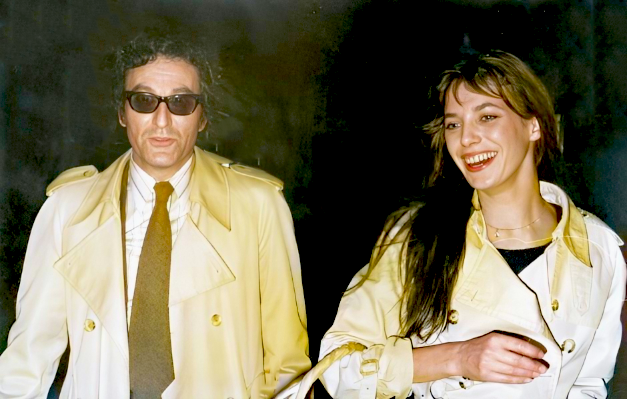
À Rome en 1974 avec John Barry, son premier époux et le père de Kate Barry, disparue en 2013.

Elle épouse le compositeur anglais John Barry, auteur de la musique de plusieurs films de la série James Bond, du thème de Le Knack... et comment l'avoir ou de la série télévisée Amicalement vôtre ; ils ont une fille en 1967, Kate Barry. Ils divorcent peu après.
Elle se rend en France, pour tenter sa chance comme actrice. Engagée après des essais désastreux pour le film Slogan de Pierre Grimblat, elle rencontre sur le tournage Serge Gainsbourg, auteur-compositeur-interprète, qui y joue quelques scènes, en plus d'être l'auteur de la bande originale. Ils se mettent en couple qui dure dix ans, dont naît une fille, Charlotte Gainsbourg, en 1971.

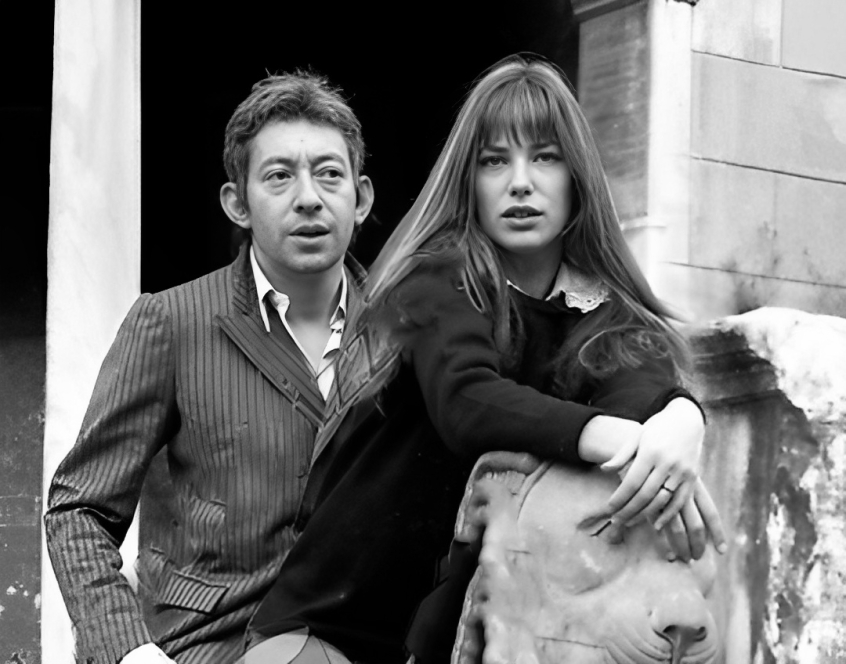
Avec Serge Gainsbourg en 1976, en Italie.

Elle fait une pause dans sa carrière de 1971 à 1972, à la suite de la naissance de Charlotte. Elle joue l'amante de Brigitte Bardot dans Don Juan ou si Don Juan était une femme de Roger Vadim, en 1973. En 1975, elle tient un des rôles principaux du premier film que Serge Gainsbourg réalise, Je t'aime moi non plus, dont le scénario, évoquant l’ambiguïté sexuelle et la sodomie, attire l'attention et suscite le scandale.
Entre 1975 et 1985 elle est présente dans la comédie populaire, comme dans La moutarde me monte au nez, de Claude Zidi aux côtés de Pierre Richard, ou encore dans Catherine et Compagnie, de Michel Boisrond avec Patrick Dewaere, Jane Birkin parvient à convaincre à la fois la critique et le grand public.

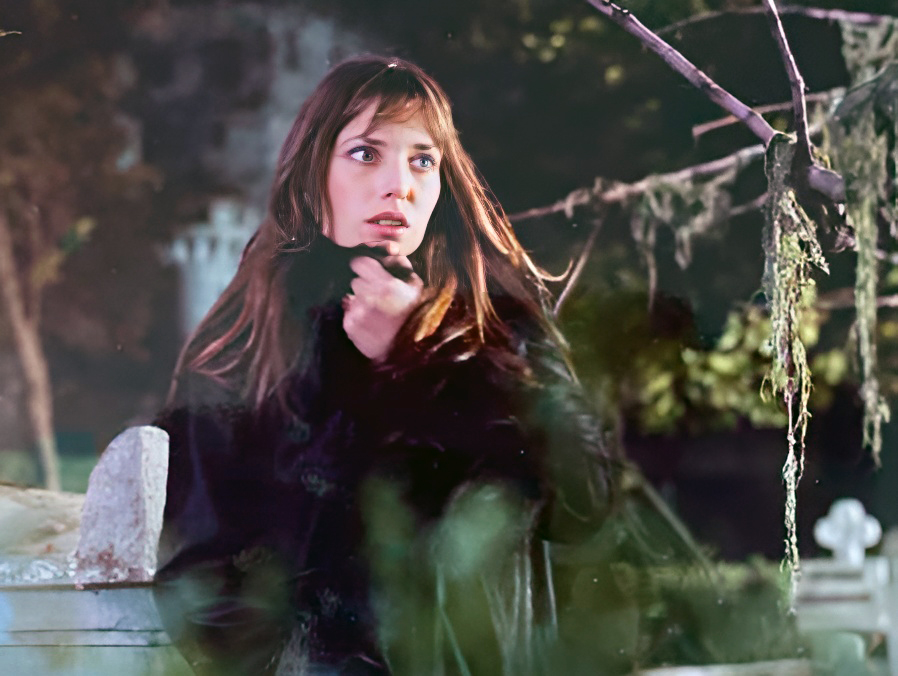
Lors du tournage du film d'horreur Les Diablesses sorti en 1974.

En septembre 1980, elle quitte Serge Gainsbourg. Plusieurs raisons sont avancées pour expliquer cette décision : l'alcool, le mode de vie et, même, des coups qu'elle a reçus – reconnus par Serge Gainsbourg lui-même (aveu qu'il fait à sa première femme). Après cette rupture, elle est, de 1980 à 1992, la compagne du réalisateur Jacques Doillon, avec lequel elle a une fille, Lou Doillon. Sa dernière relation publique connue (de 1995 à 2000) est avec l'auteur Olivier Rolin.

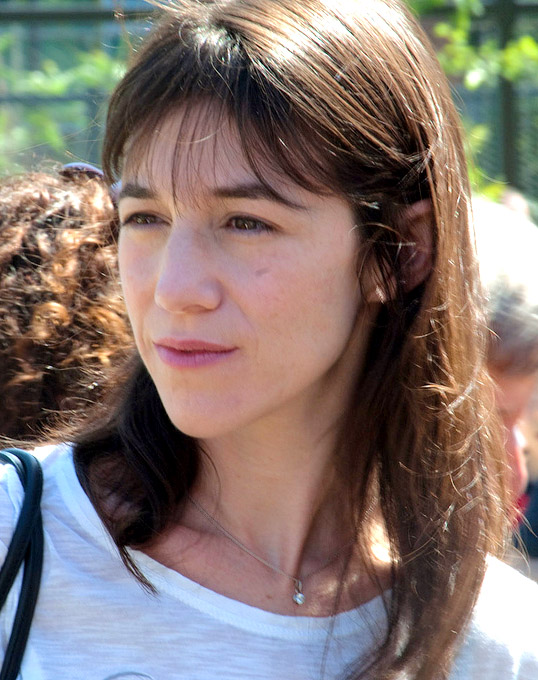
Sa fille, l'actrice Charlotte Gainsbourg, née en 1971.

En mars 1991, Jane Birkin perd, à quelques jours d'intervalle, Serge Gainsbourg (mort le 2 mars) et son père David Birkin (mort le 7 mars à 77 ans, le jour des obsèques de Serge Gainsbourg).
Un ou deux ans après la mort de son père, elle achète une maison à Lannilis entre l'Aber-Wrac'h et l'Aber-Benoît dans le Finistère, où elle confie le lien sentimental qui la lie à cet endroit : « J'apprends qu'une maison donnant sur une plage des Abers est à vendre. Cette maison donne sur une plage d’où mon père participait à évacuer vers l’Angleterre des aviateurs anglais, américains et canadiens. Mon père passait les nuits sans lune pour embarquer et ramasser les soldats alliés au pied des bunkers allemands ».
Jane Birkin s'investit dans des actions humanitaires : devenant porte-parole pour Amnesty International ; la marraine du Téléthon français en 2001 ; et participant quatre fois au Concert des Enfoirés (Les Enfoirés au Grand Rex en 1994, La Soirée des Enfoirés en 1996, Le Zénith des Enfoirés en 1997, Enfoirés un jour, toujours en 2023) ; elle est également présente dans un enregistrement vidéo pour Un air d'Enfoirés en 2022.

### Carrière

#### Musique
Serge Gainsbourg a été son Pygmalion dans le domaine musical,, la propulsant au sommet des palmarès musicaux internationaux en 1969 avec le sulfureux Je t'aime… moi non plus, initialement écrit pour et enregistré avec Brigitte Bardot. La chanson est jugée obscène par le journal du Vatican, L'Osservatore Romano. Ce succès de scandale marque durablement les esprits (voir la reprise par Bourvil et Jacqueline Maillan). En 2000 une édition collector vinyle du titre Je t'aime… moi non plus, remixé par Eiffel 65, voit le jour. Un album intitulé Serge Gainsbourg – Jane Birkin suit en 1969. La voix enfantine et frêle de la chanteuse, parfois proche d'un simple souffle, son accent anglais prononcé, la rendent immédiatement reconnaissable. Cette création marque le début d'une longue collaboration qui va aboutir à une œuvre originale pour la variété française. Plusieurs albums de Jane Birkin, composés par Serge Gainsbourg ou constitués de reprises de ses chansons, ont été certifiés Disque d'or, dont Baby Alone in Babylone (1983) et Arabesque (2002). Durant les années 1970 et 1980, Jane Birkin enchaîne les albums studio (sept de 1969 à 1990) et les prestations télévisées, notamment dans les émissions de Maritie et Gilbert Carpentier. En février 1987, à quarante ans, elle fait ses débuts sur scène au Bataclan.
Après une série de concerts au Casino de Paris, Jane Birkin enregistre deux albums, où elle reprend les chansons de Serge Gainsbourg (celles qu'il lui a écrites pour elle, ou pour d'autres : Versions Jane (1996, album studio) et Arabesque (2002, album live) ; sur le premier interviennent des personnalités connues dans le milieu comme Jean-Claude Vannier et Goran Bregović. Elle devient ainsi l'ambassadrice de l'œuvre de Gainsbourg et donne des concerts à travers le monde, de Tokyo à New York en passant par Israël. La série de concerts d’Arabesque rencontre un succès certain et propose une version orientalisée de sa musique.
Birkin fait appel à de nombreux compositeurs pour trois albums à succès : À la légère (1999), auquel collaborent Miossec, Gérard Manset et MC Solaar ; l'album de duos Rendez-vous (2004) avec des reprises de Brigitte Fontaine, Michel Delpech, Paolo Conte (en duo avec ce dernier) ; puis Fictions (2006), où se côtoient les univers de The Divine Comedy, Neil Young, Kate Bush ou encore Hervé Guibert sur une musique de Maurice Ravel.
Sa notoriété lui permet des collaborations avec des musiciens étrangers talentueux tels que Brian Molko du groupe britannique Placebo, Rufus Wainwright, Beth Gibbons de Portishead, ou encore Caetano Veloso. Elle est servie par des textes de musiciens français tels que Dominique A, Étienne Daho, Cali, Arthur H, Zazie, ou Alain Souchon, avec qui elle avait fait un duo pour le film Comédie de Jacques Doillon.
En novembre 2008, Birkin publie le premier album, dont elle a écrit tous les textes, Enfants d'hiver. Certains textes ont été écrits sept ans auparavant, avant la tournée Arabesque ; d'autres ont été écrits pendant le tournage de son film Boxes ; d'autres encore deux mois plus tôt. Le disque a une tonalité autobiographique. Jane a commencé à écrire à l'âge de douze ans, en rédigeant son carnet intime à l'internat. Elle aura mis 40 ans à sortir tout un album constitué de ses propres textes,.

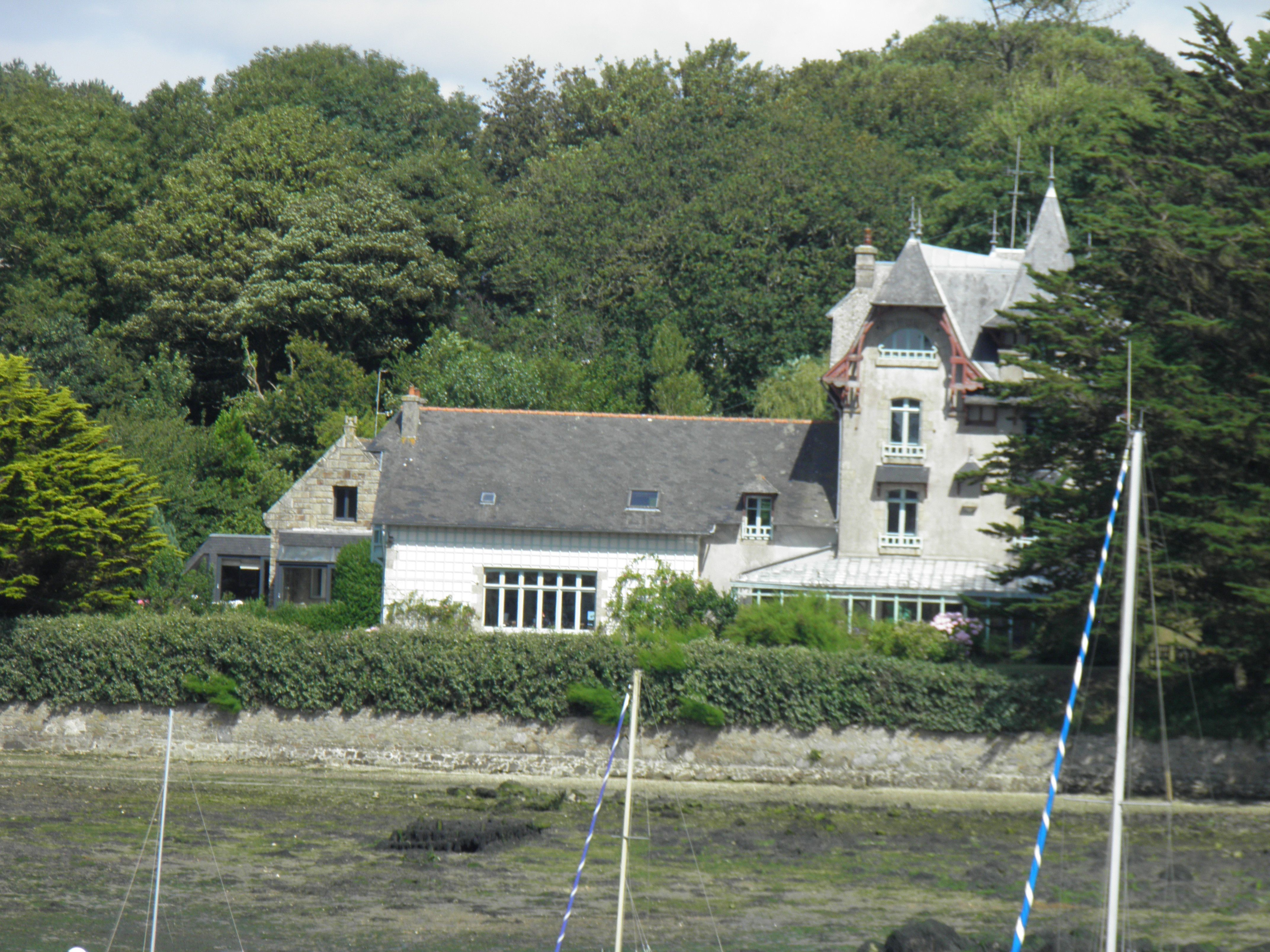
La Villa Kachalou, résidence de Jane Birkin à Lannilis dans le Finistère. Propriété de la romancière Aurélie Valognes depuis 2024.

En 2009, elle ré-enregistre les Dessous chics, en duo avec Étienne Daho, chanson extraite de l'album Daho Pleyel Paris. En 2010, elle interprète Roissy en duo avec Florent Marchet sur le dernier album de celui-ci Courchevel. En 2011, elle participe au sein du Collectif Paris-Africa à la chanson Des ricochets.

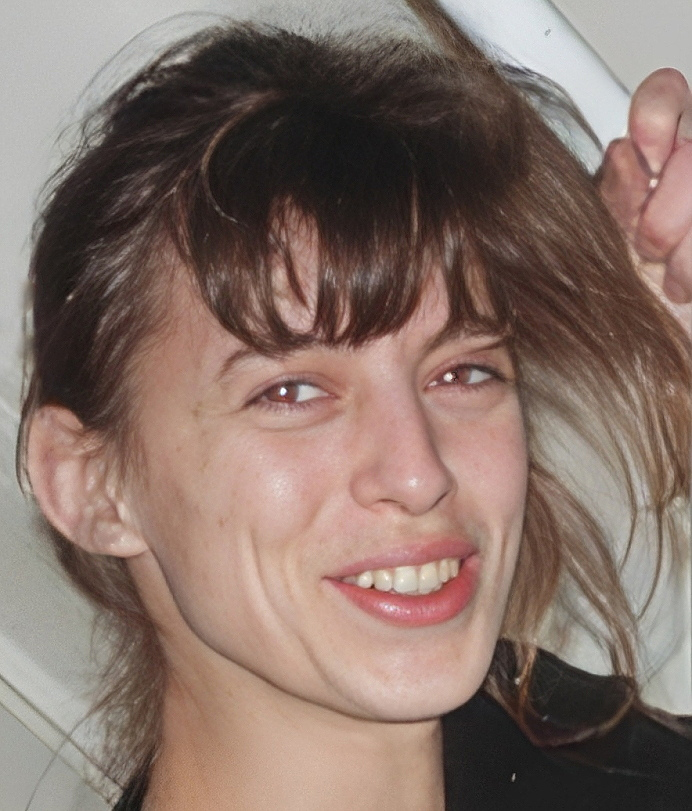
Le 11 décembre 2013, sa fille Kate Barry meurt brutalement à l'âge de 46 ans.

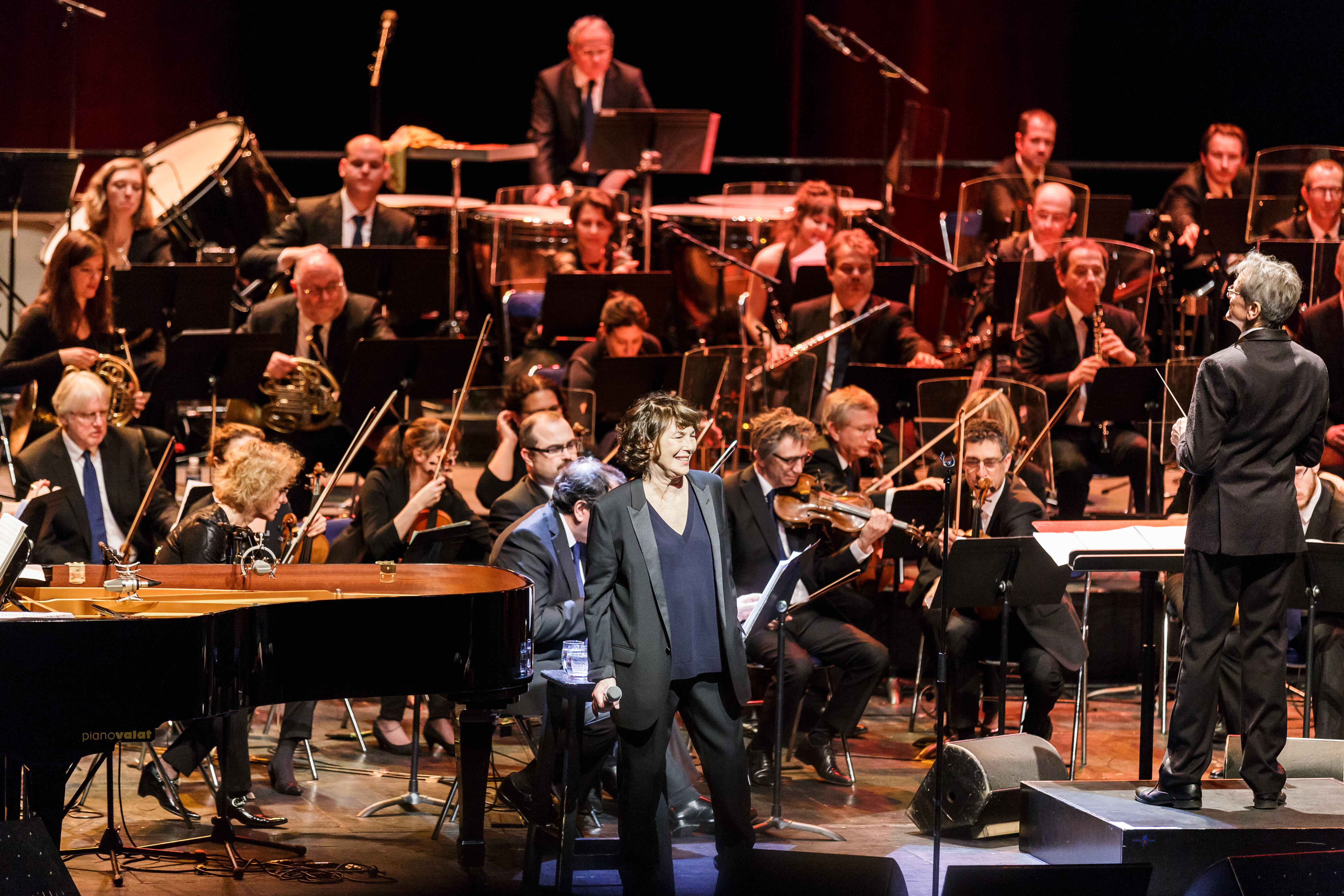
« Gainsbourg Symphonique » avec Nobuyuki Nakajima et l'Orchestre symphonique de Bretagne au Quartz à Brest en 2017.

En juin 2012, Jane Birkin, devait donner onze concerts au mois de juillet en France, Belgique, Allemagne, Italie, Espagne et Suisse — où elle devait participer au festival de Montreux —, annule sa tournée en raison d'une péricardite aiguë suivie de récidives multiples. Sa tournée de 23 dates est reportée à 2013 : « L'artiste n’a pas retrouvé l’énergie nécessaire à une série importante de spectacles. […] Elle doit continuer à se reposer, à reprendre des forces jusqu’à la fin de l'année. »
En 2016, elle commence une tournée mondiale intitulée Gainsbourg symphonique. Une captation enregistrée avec l'orchestre symphonique de la radio de Varsovie paraît début 2017.
Le 11 décembre 2020, sort l'album Oh ! Pardon tu dormais, en collaboration avec Étienne Daho.
Le 12 février 2021, lors de la 36ᵉ cérémonie des Victoires de la musique, Jane Birkin s'est vue remettre la « Victoire d'honneur », récompensant l'ensemble de sa carrière, par sa fille Lou Doillon, qui avait elle-même été récompensée en 2013 comme l'artiste interprète féminine.
Elle annule une série de concerts prévus en septembre à la Philharmonie de Paris : une prestation de Birkin / Gainsbourg Le Symphonique, ainsi qu'un spectacle avec Étienne Daho en raison d'un accident vasculaire cérébral.

#### Cinéma

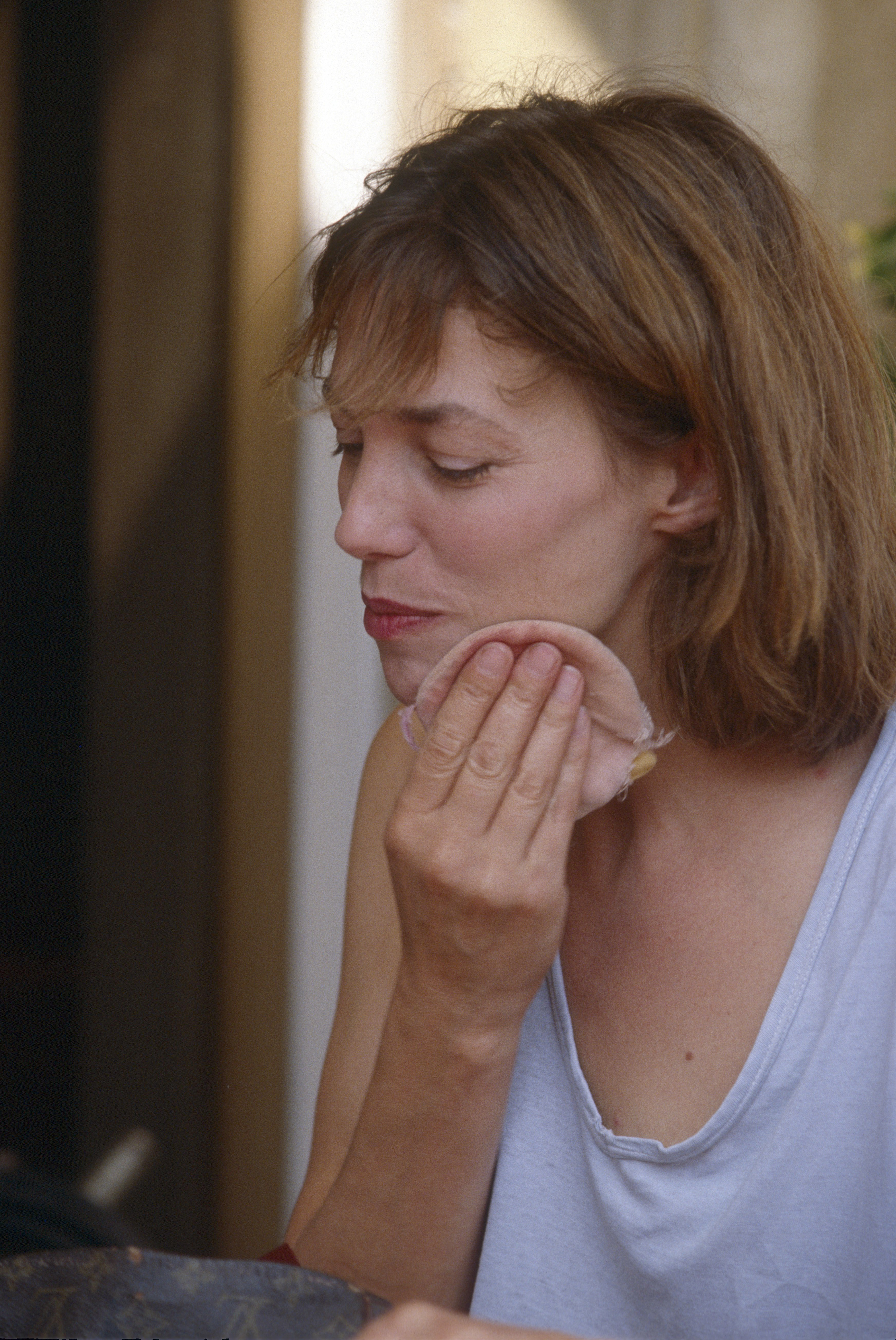
Jane Birkin à la Mostra de Venise 1984.

Après la Grande-Bretagne avec Richard Lester et Michelangelo Antonioni, Jane Birkin tourne en France en 1967 dans Slogan. L'année suivante elle joue dans La Piscine de Jacques Deray, huis clos avec Romy Schneider, Alain Delon et Maurice Ronet. Elle devient une vedette populaire en France, souvent employée pour des comédies dans lesquelles elle joue des rôles de « ravissante idiote » : le duo qu'elle forme avec Pierre Richard dans La moutarde me monte au nez (1974) et La Course à l'échalote (1975) de Claude Zidi se conclut par un succès au box-office. Dans Don Juan 73 de Roger Vadim, elle joue avec Brigitte Bardot une scène lesbienne, chose rare pour l'époque. Elle tourne plusieurs films avec Serge Gainsbourg dont Sérieux comme le plaisir de Robert Benayoun, sorti en 1975.
Dans les années 1980, elle revient au cinéma d'auteur, naguère amorcé par Le Mouton enragé (1974) de Michel Deville, à partir de sa rencontre avec Jacques Doillon et du film La Fille prodigue. En dépit de son échec commercial, le film permet à l'artiste de faire ses preuves dans des rôles sombres. Elle commente cette évolution un quart de siècle plus tard (mars 2006) : « C’était la première fois qu’une personne tournant des films dits intellectuels pensait à moi. Jacques Doillon était un réalisateur de films qui n’était pas intéressé à me voir sans mes vêtements. Il m’a dit : « Je vous veux boutonnée jusqu’au cou, je veux savoir ce qui se passe dans votre tête, et je veux que vous fassiez une crise de nerfs ». J’ai donc fait La fille prodigue et dès lors, j’ai été considérée comme une actrice sérieuse en France, et des réalisateurs comme Jacques Rivette, Agnès Varda ou Jean-Luc Godard m’ont sollicitée, alors qu’avant j’étais une vedette populaire, mais avec rien dans la tête ». En mars 2021, dans l'émission Hep Taxi ! elle confie toujours à propos de ce film : « La fille prodigue, c'est une merveille ce film, et cela passe jamais, et j'espère que si je casse ma pipe, qu'ils vont quand même montrer cela, même à dix heures du soir, même à minuit, parce que Piccoli et moi, on est magistral dedans ».
Francophone, elle se double elle-même dans la version française de films étrangers, parmi lesquels Mort sur le Nil et Meurtre au soleil, deux aventures d'Hercule Poirot.

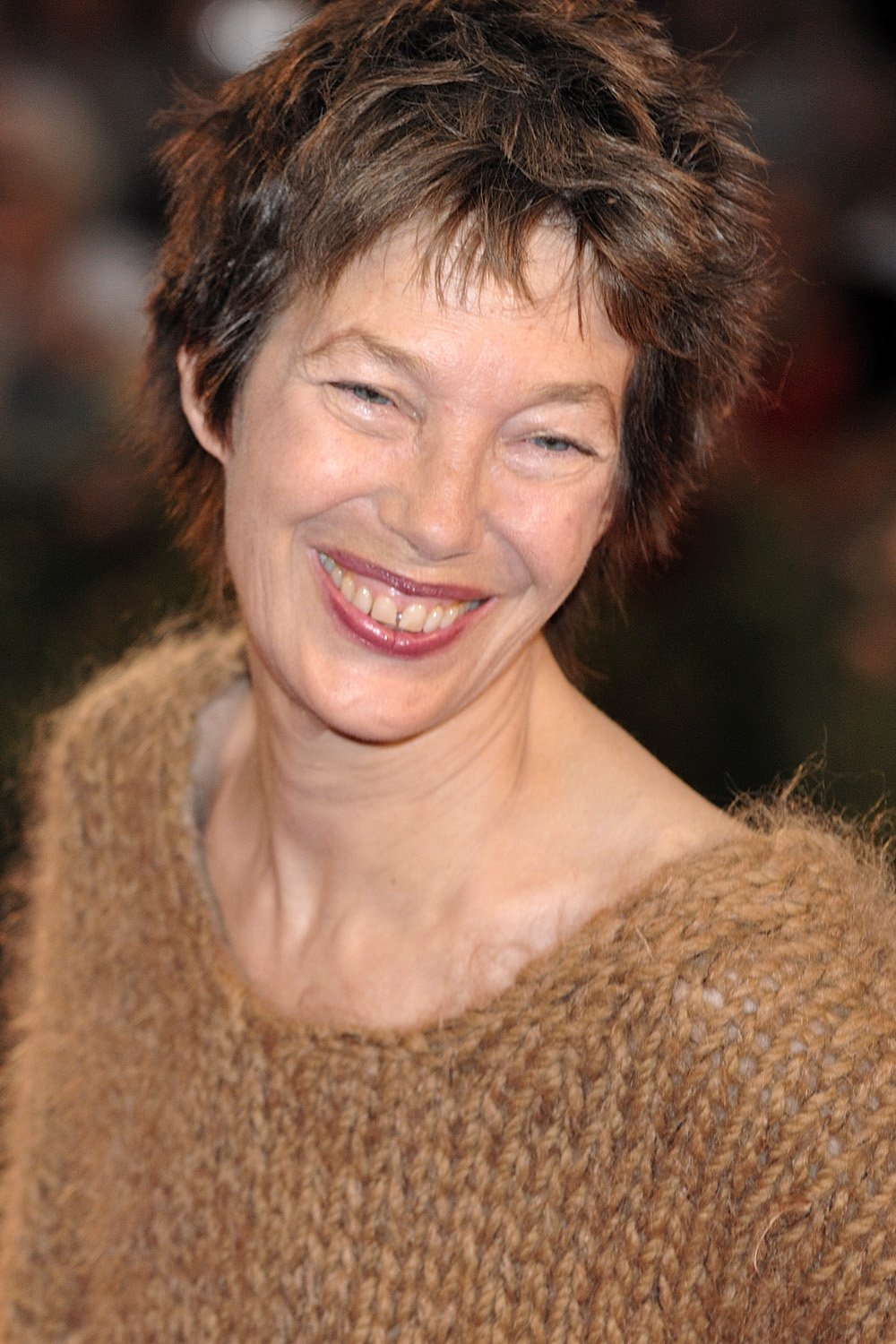
Jane Birkin à la Mostra de Venise 2009.

Lors du tournage du documentaire Jane B. par Agnès V. d'Agnès Varda en 1988, cette dernière encourage Jane Birkin à concrétiser ses projets d'auteur en tant que scénariste-réalisatrice. Ainsi, la même année, elle écrit le scénario de Kung-Fu Master, également réalisé par Varda. Elle tourne avec des cinéastes contemporains reconnus, dont James Ivory, Alain Resnais, ou encore Bertrand Tavernier pour Daddy nostalgie où elle interprète la fille de Dirk Bogarde. Régis Wargnier et Marion Hänsel lui offrent également des rôles marquants dans La Femme de ma vie et Dust, ce dernier étant un psychodrame à huis clos avec Trevor Howard dans le rôle de son père.
Rare au cinéma dans les années 1990, elle réalise, pour la télévision, la pièce Oh ! pardon tu dormais en 1999, avec Christine Boisson et Jacques Perrin.
Au début des années 2000 elle joue dans des films tels que Merci Docteur Rey d'Andrew Litvack ou encore Mariées mais pas trop de Catherine Corsini, ainsi que des téléfilms comme Hiver rouge de Xavier Durringer (2012).

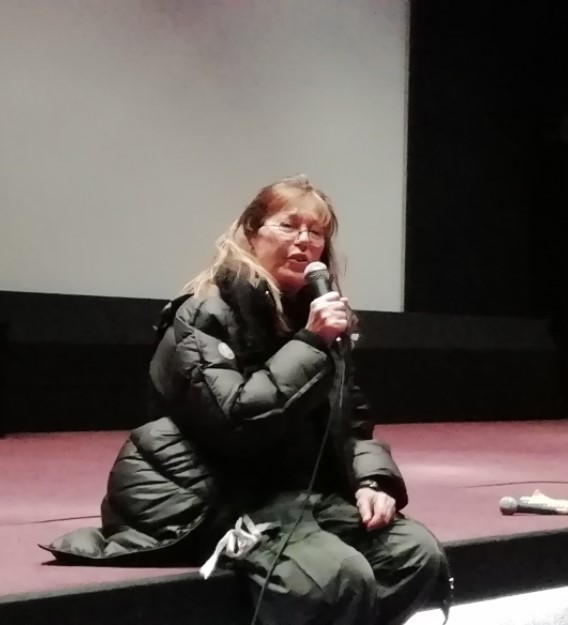
Jane Birkin présentant L'Amour par terre à la Cinémathèque française le 9 janvier 2022, dans le cadre de la rétrospective Jacques Rivette.

En 2006, Birkin réalise son premier long métrage de cinéma, Boxes (qui réunit Geraldine Chaplin, Natacha Régnier et sa fille Lou Doillon). Le film sort en salles en juin 2007.
Dans Gainsbourg, vie héroïque (2010) de Joann Sfar, son rôle est interprété par Lucy Gordon.
Le 12 septembre 2022, dans une interview au Parisien, elle évoque la disparition de la reine d'Angleterre et pour elle-même déclare : « Je suis sur pied et je vais bien » et « Je ne suis pourtant pas morte », s'étonnant avec humour qu'on la célèbre toujours.

### Théâtre

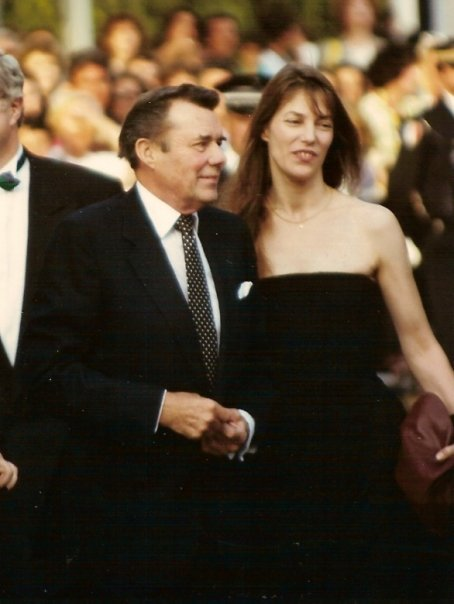
Dirk Bogarde et Jane Birkin au Festival de Cannes 1990 pour la projection de Daddy nostalgie.

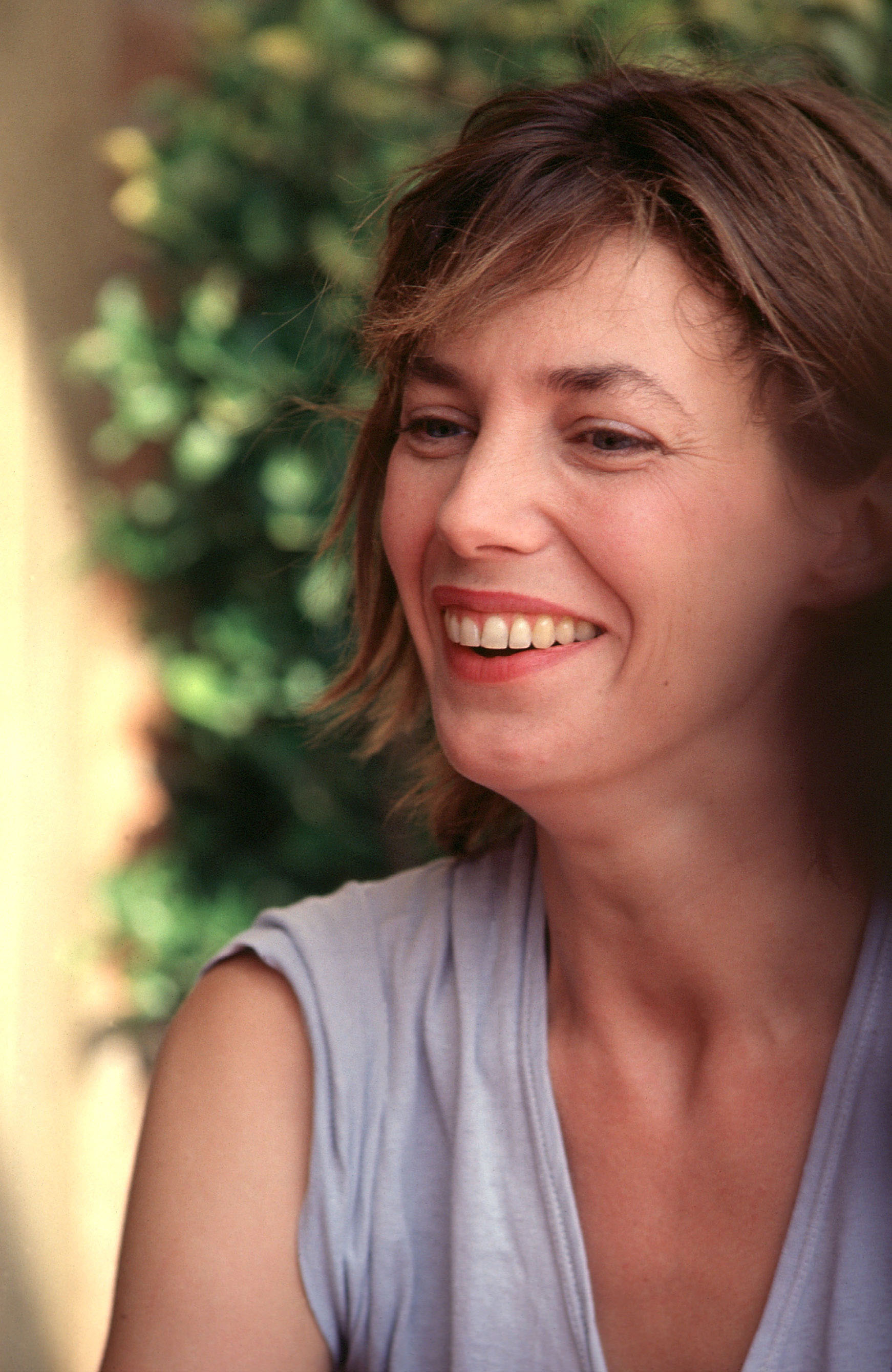
Jane Birkin dans les années 1980.

En 1985, Jane Birkin débute sur scène dans une pièce de Marivaux, dirigée par Patrice Chéreau, face à Michel Piccoli et Didier Sandre. Elle crée trois ans plus tard au Théâtre du Splendid Saint-Martin L'ex-femme de ma vie de Josiane Balasko face à Thierry Lhermitte. Elle interprète ensuite Quelque part dans cette vie de l'Américain Israël Horovitz, huis clos psychanalytique avec Pierre Dux et la comédie L'Aide-mémoire de Jean-Claude Carrière aux côtés de Pierre Arditi, succédant à Delphine Seyrig et Fanny Ardant. Au début de l'année 1995, Birkin joue quelques semaines Les Troyennes d'Euripide au National Theatre de Londres.
En 1999, son texte, Oh ! pardon tu dormais, est mis en scène par Xavier Durringer. Suit une éclipse jusqu'en 2005 et 2006 où elle joue Sophocle et Shakespeare en France et en Grande-Bretagne.

### Publicité et promotion

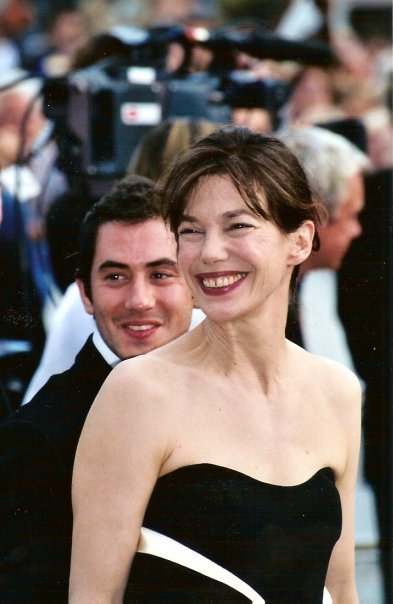
Jane Birkin au Festival de Cannes 2001.

Comme de nombreux artistes, Jane Birkin a été approchée par des marques, afin de vendre son image pour diverses publicités, touchant tous types de médias et supports. Pour la marque Woolite, Serge Gainsbourg réalise trois publicités destinées à la télévision. En 1976, il met en scène Jane Birkin sur des paroles et une mélodie qu'il signe également. Mais le résultat commercial est mitigé et Serge Gainsbourg déclare « Jane a littéralement vampirisé le produit ». 

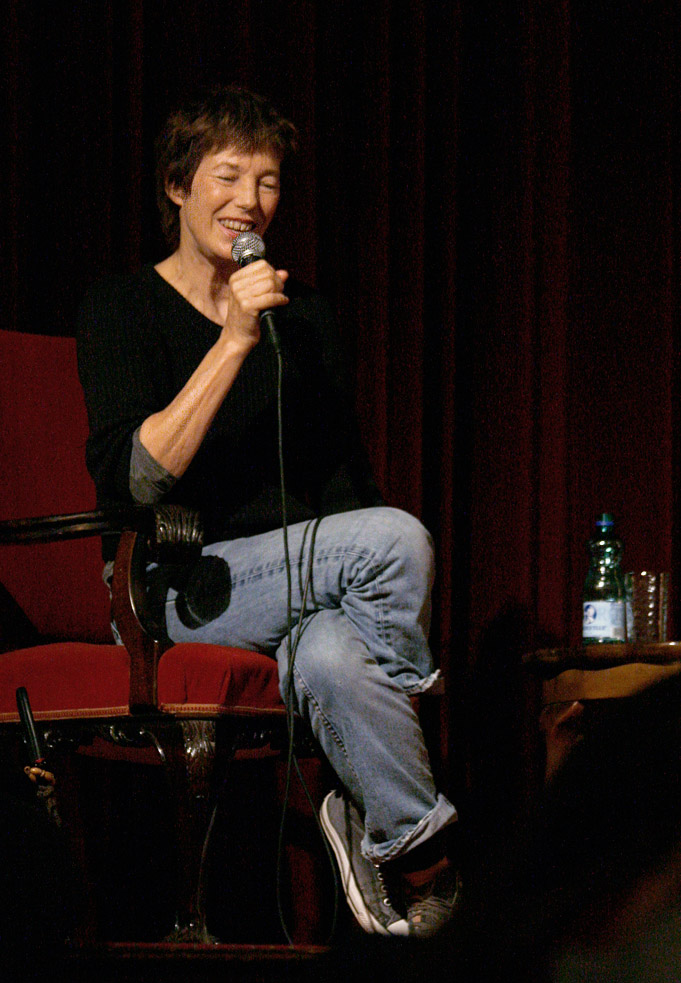
Jane Birkin lors du Festival international du film de Vienne, en 2009.

 En 1977, pour la marque de jean's Lee Cooper, elle apparaît dans une série de spots publicitaires, diffusés dans la presse. Lors d'une interview pour la revue L'Express, Jane Birkin déclare son attrait pour ce type de pantalons : « J'aime piocher dans les jeans, les pantalons, les chemises d'homme, j'ai l'impression d'être plus jolie que déguisée en fille[…] Quelqu'un a fabriqué dans les années 1970 des « Jeans Birkin », je n'étais même pas au courant[…] En 1979, pour le parfum « Men de Mennen », l'actrice et chanteuse apparaît en duo avec Serge Gainsbourg, dans une publicité sonore composée par ce dernier et diffusée à la radio à partir du 27 septembre. À cette période, Gainsbourg a posé pour la marque Bayard et en 1981, Jane Birkin déclare à son tour le slogan : « C'est vrai, la Woolmark et Bayard, ça vous change un homme ». 

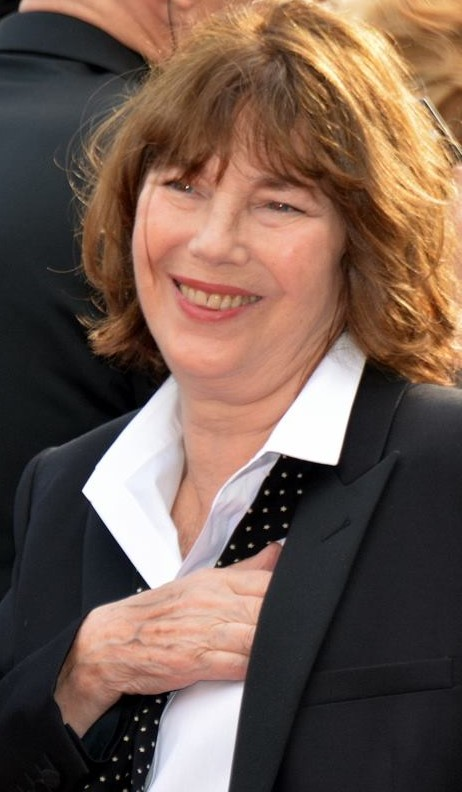
Jane Birkin au Festival de Cannes 2016.

 En 2006, le parfum L’Air de rien de Miller Harris créé par Lyn Harris (en) est lancé tout spécialement pour Jane Birkin. Elle en fait la promotion dans une publicité. Sur le flacon et son emballage ainsi que sur les autres produits dérivés, Jane Birkin pose sa signature avec un dessin de fleurs et de nymphes qu’elle a personnellement exécuté. En 2011, pour les lunettes Krys, Jane Birkin tourne sous la direction de Patrice Leconte pour une série publicitaire intitulée Le casting aux côtés d'Alain Delon, Michel Blanc, Frédéric Beigbeder et Frédérique Bel, mettant en avant leurs petits travers ou complexes.

#### Sac Birkin

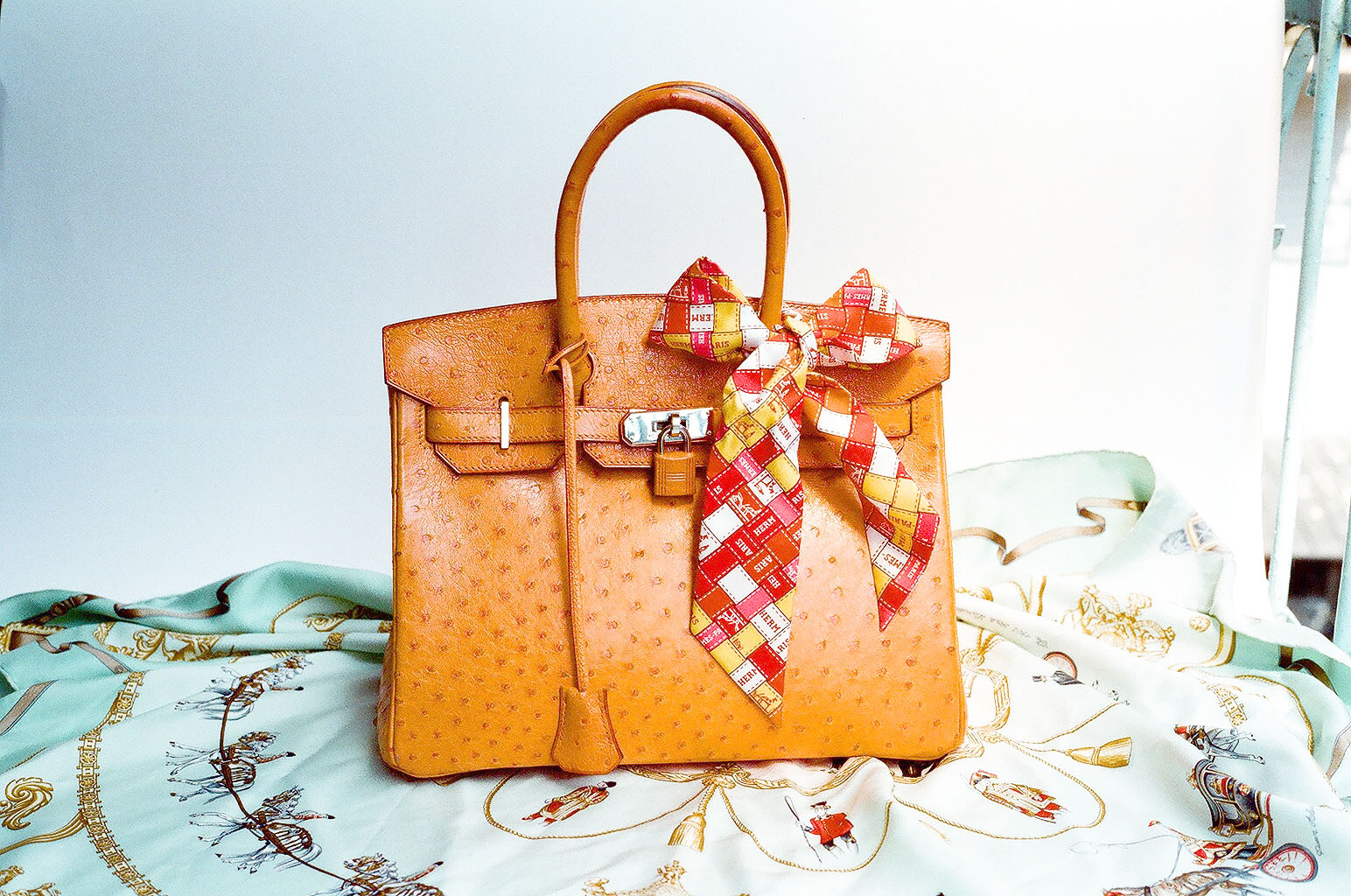
Le Birkin de Hermès.

En 1981, le directeur général d'Hermès, Jean-Louis Dumas, est assis à côté de Birkin sur un vol Paris-Londres. Elle se plaint (sans savoir qui il est) de son sac qui n'est pas adapté à la vie moderne, notamment les week-ends. Il lui apprend alors son identité réelle et il lui propose de lui dessiner le type de sac, qui lui conviendrait le mieux, avec des poches. Ainsi en 1984, la marque crée un sac en cuir noir, spécialement pour elle, le sac Birkin, basé sur un dessin de 1982. Le succès est immédiat, jusqu'à devenir une icône pour la marque. En juin 2015, un exemplaire de ce sac, le Diamond Birkin 35 en crocodile porosus fuchsia brillant, devient le sac Hermès le plus cher du monde, en étant adjugé pour 202 000 euros lors d'une vente aux enchères organisée par Christie's à Hong Kong,. En juillet 2015, à la suite de la révélation par l'association de défense des animaux PeTA des conditions de vie et d'abattage des alligators servant à la fabrication de la version en peau de « crocodile » du modèle portant son nom, elle demande « à la Maison Hermès de débaptiser le Birkin Croco jusqu'à ce que de meilleures pratiques répondant aux normes internationales puissent être mises en place pour la fabrication de ce sac ».

### Mort

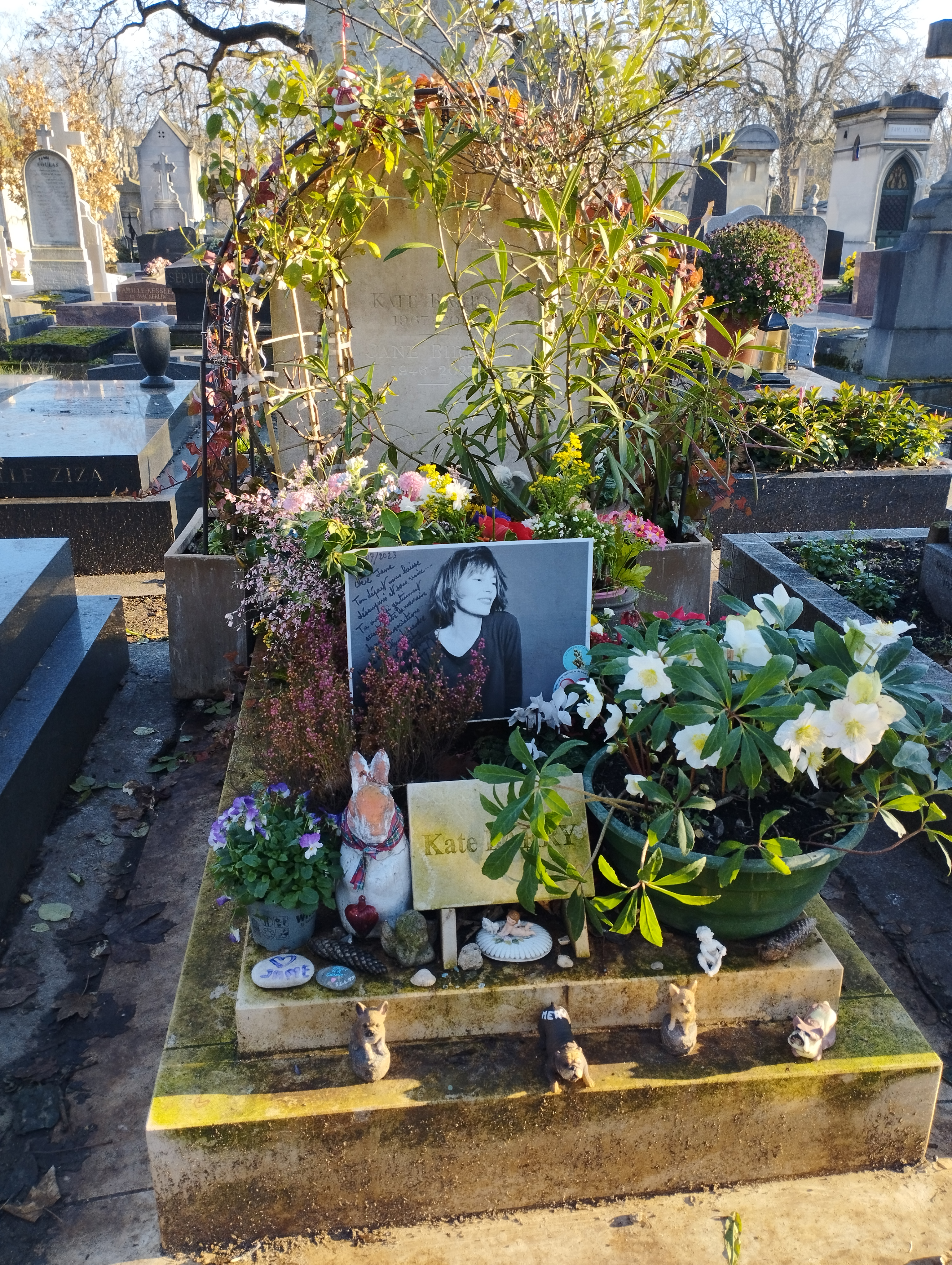
Tombe de Jane Birkin et Kate Barry au cimetière du Montparnasse (division 11).

Le 1er juillet 2023, Jane Birkin fait sa dernière apparition publique, en béquille, au mariage de son petit-fils Ben Attal. Elle souffre de problèmes respiratoires. Son auxiliaire de vie la découvre morte, assise dans un fauteuil le 16 juillet, à son domicile parisien, au 50, rue d'Assas. Jane Birkin a succombé à l'âge de 76 ans à un nouvel accident vasculaire cérébral.
Dans un communiqué au lendemain de son décès, ses filles Charlotte Gainsbourg et Lou Doillon évoquent « 16 ans d'une bataille acharnée contre la maladie » et les circonstances de son décès : « Depuis quelques jours, elle marchait de nouveau, était motivée de reprogrammer son Olympia et avait décidé de reprendre son indépendance. Ce premier soir seule, aura été le dernier. Elle l'avait décidé ».
Les obsèques de Jane Birkin ont lieu le 24 juillet à l'église Saint-Roch de Paris à 10 h, en présence de la famille et de personnalités, telles que les acteurs Jean-Hugues Anglade, Catherine Deneuve, Maïwenn, José Garcia, Charlotte Rampling, Carole Bouquet, Emmanuelle Béart, Sandrine Kiberlain, Suzanne Lindon, les chanteurs Alain Souchon, Salvatore Adamo, Matthieu Chedid, Étienne Daho, Vanessa Paradis, Sheila, Benjamin Biolay et Eddy de Pretto, Nagui, ainsi que Brigitte Macron et Rima Abdul Malak. L'accès à l'église est réservé à l'entourage familial et amical. La cérémonie est retransmise en direct sur écran géant à l’angle de la rue Saint-Honoré et de la rue des Pyramides. Elles sont suivies par sa crémation, au crématorium du cimetière du Père-Lachaise. Ses cendres sont inhumées au cimetière du Montparnasse (division 11), aux côtés de sa fille Kate morte dix ans plus tôt.

#### Hommages
Le 19 juillet, la mairie de Lannilis communique qu'elle projette de nommer une rue ou une place au nom de Jane Birkin, qui y possédait une résidence.

### Engagements
Jane Birkin, durant son enfance, manifeste dans les rues de Londres contre la peine de mort. Dans les années 1970, elle milite pour le droit à l'avortement. Elle se déplace au tribunal de Bobigny, en soutien aux quatre femmes accusées d’avoir aidé la lycéenne Marie-Claire Chevalier à avorter à la suite d’un viol. Elle soutient par ailleurs les sans-papiers et lutte contre l'homophobie,.
Elle s'engage auprès du mouvement LGBT. En 1995, elle participe à une marche avec l'association AIDES en solidarité avec les victimes de l'épidémie de sida et pour alerter les pouvoirs publics. Quelques années plus tard, elle prend position en faveur de l'adoption et participe à une manifestation en faveur du mariage pour tous en décembre 2012,.
Lors de la médiatisation de la persécution des personnes LGBT en Tchétchénie et dans le Donbass en 2017, elle participe à la soirée de soutien « Urgence Tchétchénie » au Palace à Paris. Elle se montre solidaire de ce mouvement sur les réseaux sociaux.
Elle s'engage contre l’extrême droite, participant aux défilés dénonçant la présence de Jean-Marie Le Pen au second tour de la présidentielle de 2002 ainsi qu'à un concert en 2017, contre Marine Le Pen.
Lors de la campagne pour l'élection présidentielle de 2007, elle soutient Ségolène Royal.
Depuis 1999, elle soutient Aung San Suu Kyi et le peuple birman. En 2007, elle écrit et interprète une chanson, plaidoirie pour le combat que mène l'opposante à la junte au pouvoir pour la démocratie en Birmanie. Amnesty International s'associe à elle pour diffuser sa chanson intitulée Aung San Suu Kyi sur une musique de Franck Eulry. Par la suite, elle reste très active. En 2009, elle lance une campagne de boycott de la compagnie française Total pour faire cesser ses investissements en Birmanie.
En avril 2011, peu après l'accident nucléaire de Fukushima, elle se rend au Japon pour un concert de soutien aux sinistrés et recueillir des dons. Elle effectue une nouvelle visite sur place en 2013, donnant un concert à Matsushima, près de Fukushima.
En septembre 2018, à la suite de la démission de Nicolas Hulot, elle signe avec Juliette Binoche la tribune contre le réchauffement climatique intitulée « Le plus grand défi de l'histoire de l'humanité », qui parait en une du journal Le Monde avec, pour titre, L'appel de 200 personnalités pour sauver la planète.
Elle intervient à titre bénévole pour diverses causes, comme Médecins du monde, la lutte contre le SIDA, ou contre l’homophobie, etc.

## Filmographie

### Actrice de cinéma

#### Années 1960
- 1964 : Quatre Garçons dans le vent (A Hard Day’s Night) de Richard Lester : Une danseuse dans la boîte de nuit (non créditée)
- 1965 : Le Knack... et comment l'avoir (The Knack... and How to Get It) de Richard Lester : la motarde (non créditée)
- 1965 : Au secours ! (Help!) de Richard Lester : la serveuse du restaurant (non créditée)
- 1966 : Jeunes gens en colère (The Idol) de Daniel Petrie : une étudiante des beaux-arts (non créditée)
- 1966 : Le Gentleman de Londres (Kaleidoscope) de Jack Smight : la fille exquise
- 1966 : Blow-Up de Michelangelo Antonioni : la fille blonde
- 1967 : Comment j'ai gagné la guerre  (How I Won the War) de Richard Lester : Amie de Mrs. Clapper(non créditée)
- 1968 : Wonderwall de Joe Massot : Penny Lane
- 1968 : Slogan de Pierre Grimblat : Evelyne
- 1969 : La Piscine de Jacques Deray : Penelope
- 1969 : Les Chemins de Katmandou d'André Cayatte : Jane

#### Années 1970
- 1970 : Trop petit mon ami d'Eddy Matalon : Christine Mars / Christine Devone
- 1970 : Sex Power d'Henry Chapier : Jane
- 1970 : Alba pagana d'Ugo Liberatore : Flora Finlake
- 1970 : Cannabis de Pierre Koralnik : Jane Swenson
- 1971 : 19 filles et un marin (19 djevojaka i mornar) de Milutin Kosovac : Milja
- 1971 : Le Roman d'un voleur de chevaux (Romance of a Horsethief) d'Abraham Polonsky : Naomi
- 1972 : Trop jolies pour être honnêtes de Richard Balducci : Christine
- 1973 : Don Juan 73 ou si Don Juan était une femme de Roger Vadim : Clara
- 1973 : Les Diablesses (La morte negli occhi del gatto) d'Antonio Margheriti : Corringa
- 1973 : Projection privée de François Leterrier : Kate / Hélène
- 1974 : Le Mouton enragé de Michel Deville : Marie-Paule
- 1974 : La moutarde me monte au nez de Claude Zidi : Jackie Logan
- 1974 : Le Manoir des fantasmes (Dark Places) de Don Sharp : Alta
- 1974 : Comment réussir quand on est con et pleurnichard de Michel Audiard : Jane
- 1974 : Sérieux comme le plaisir de Robert Benayoun : Ariane Berg
- 1975 : La Course à l'échalote de Claude Zidi : Janet
- 1975 : Catherine et Compagnie de Michel Boisrond : Catherine
- 1975 : Sept morts sur ordonnance de Jacques Rouffio : Jane Berg
- 1976 : Je t'aime moi non plus de Serge Gainsbourg : Johnny
- 1976 : Le Diable au cœur de Bernard Queysanne : Linda
- 1976 : L'Amour, c'est quoi au juste ? (Bruciati da cocente passione) de Giorgio Capitani : Virginia Vismara
- 1977 : L'Animal de Claude Zidi : la vedette féminine (participation)
- 1978 : Melancoly Baby de Clarisse Gabus : Olga
- 1978 : Mort sur le Nil (Death on the Nile) de John Guillermin : Louise Bourget
- 1979 : Au bout du bout du banc de Peter Kassovitz : Peggy

#### Années 1980
- 1980 : La Fille prodigue de Jacques Doillon : Anne
- 1981 : Egon Schiele, enfer et passion (Egon Schiele - Exzesse und Bestrafung) d’Herbert Vesely (de) : Wally
- 1981 : Rends-moi la clé de Gérard Pirès : Catherine
- 1982 : Meurtre au soleil (Evil Under the Sun) de Guy Hamilton : Christine Redfern
- 1983 : L'Ami de Vincent de Pierre Granier-Deferre : Marie-Pierre
- 1983 : Circulez y'a rien à voir de Patrice Leconte : Hélène Duvernet
- 1983 : L'Amour par terre de Jacques Rivette : Emily
- 1984 : La Pirate de Jacques Doillon : Alma
- 1984 : Le Garde du corps de François Leterrier : Barbara Penning
- 1985 : Le Neveu de Beethoven de Paul Morrissey : Joanna
- 1985 : Dust de Marion Hänsel : Magda
- 1985 : Souvenirs secrets (Leave All Fair) de John Reid : Marie / Katherine Mansfield
- 1986 : La Femme de ma vie de Régis Wargnier : Laura
- 1987 : Comédie ! de Jacques Doillon : Elle
- 1987 : Kung-Fu Master d'Agnès Varda : Mary-Jane
- 1988 : Jane B. par Agnès V. d'Agnès Varda : elle-même
- 1987 : Soigne ta droite de Jean-Luc Godard : la cigale

#### Années 1990
- 1990 : Daddy nostalgie de Bertrand Tavernier : Caroline
- 1991 : La Belle Noiseuse de Jacques Rivette : Liz
- 1995 : Noir comme le souvenir de Jean-Pierre Mocky : Caroline
- 1995 : Les Cent et Une Nuits de Simon Cinéma d'Agnès Varda : celle qui dit « radin »
- 1997 : On connaît la chanson d'Alain Resnais : Jane
- 1998 : La fille d'un soldat ne pleure jamais (A Soldier's Daughter Never Cries) de James Ivory : Mrs Fortescue
- 1999 : The Last September de Deborah Warner : Francie Montmorency

#### Années 2000
- 2001 : Ceci est mon corps de Rodolphe Marconi : Louise Vernet
- 2001 : Reines d'un jour de Marion Vernoux : Jane
- 2002 : Merci Docteur Rey d'Andrew Litvack : Pénélope
- 2003 : Mariées mais pas trop de Catherine Corsini : Renée
- 2006 : Boxes d'elle-même : Anna
- 2006 : La Tête de maman de Carine Tardieu : elle-même
- 2009 : 36 vues du pic Saint-Loup de Jacques Rivette : Kate

#### Années 2010

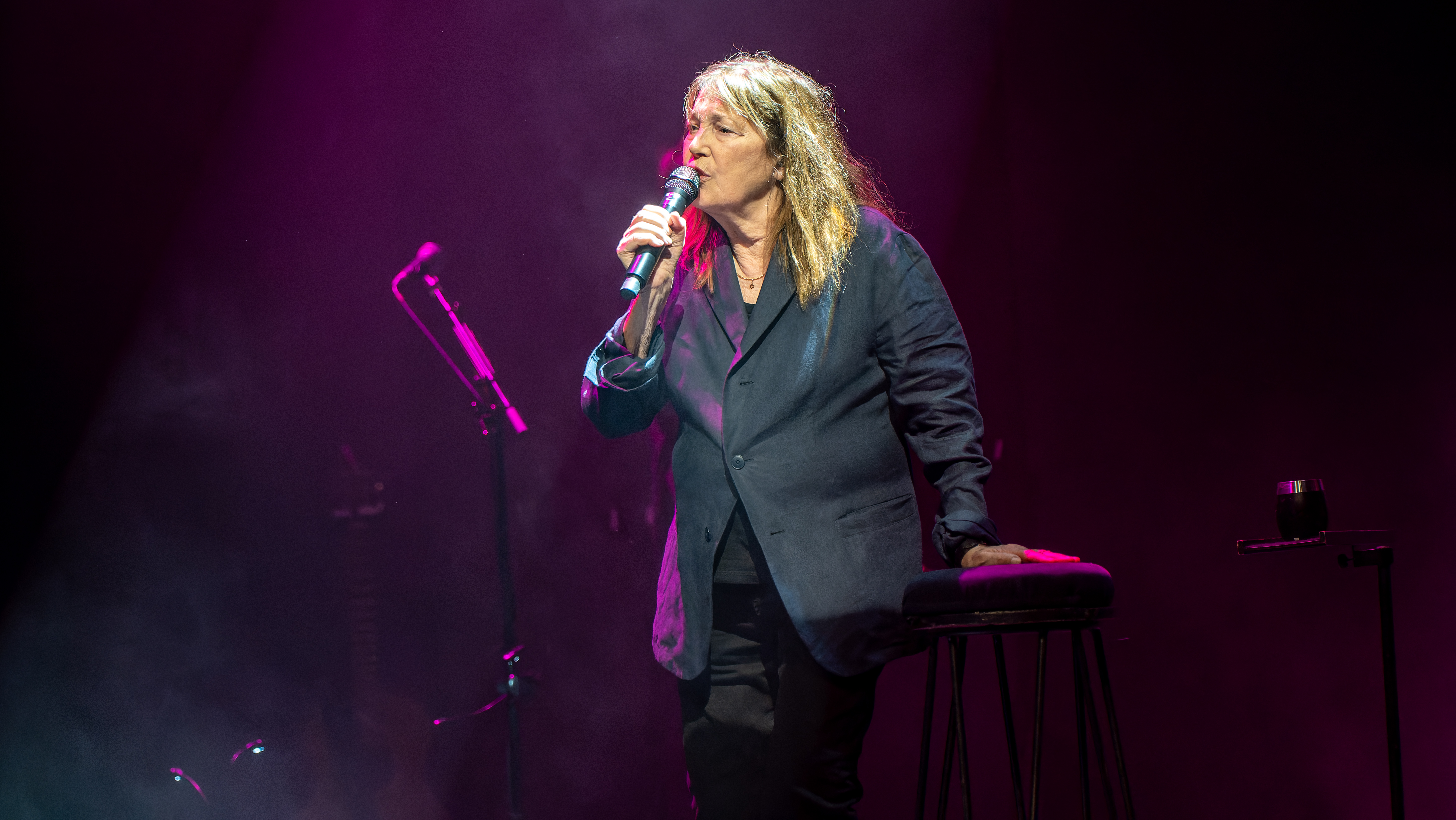
Jane Birkin en concert au Barbican Centre, le 9 juillet 2022.

- 2010 : Thelma, Louise et Chantal de Benoît Pétré : Nelly
- 2011 : Si tu meurs, je te tue d'Hiner Saleem : Louise
- 2012 : Venir au monde (Venuto al mondo) de Sergio Castellitto : la psy
- 2013 : Haewon et les hommes (hangeul : 누구의 딸도 아닌 해원 ; RR : Nugu-ui ttal-do anin Haewon) de Hong Sang-soo : elle-même
- 2013 : Quai d'Orsay de Bertrand Tavernier : Molly Hutchinson
- 2016 : La Femme et le TGV[67] de Timo von Gunten (court-métrage) : Elise

#### Années 2020
- 2021 : Jane par Charlotte (documentaire) de Charlotte Gainsbourg : elle-même

### Actrice de télévision

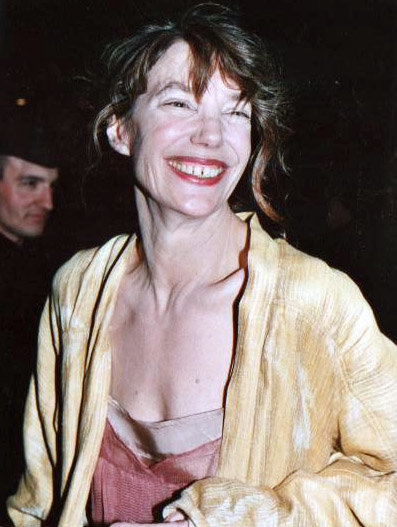
Jane Birkin à la cérémonie des Césars en 2002.

- 1967 : Chapeau melon et bottes de cuir de Sidney Hayers : Venus Smith, chanteuse de cabaret (6 épisodes, saison 5)
- 1971 : Melody (téléfilm) de Jean-Christophe Averty : Melody Nelson
- 1974 : Bons baisers de Tarzan (téléfilm) de Pierre Desfons : Jeanne
- 1982 : Scarface (court métrage tv) de Serge Gainsbourg : Cesca
- 1983 : Dorothée : Le Show de Robert Réa : Jane, l'une des trois secrétaires
- 1988 : Médecins des hommes : Mer de Chine, le pays pour mémoire de Jacques Perrin : Joy
- 1990 : L'Ex-femme de ma vie (téléfilm) de Josée Dayan : Aurélie
- 1991 : Renard rouge (en) (Red Fox) (mini série TV) de Ian Toynton (en) : Violet Harrison
- 1997 : Quand le chat sourit (téléfilm) de Sabine Azéma
- 2000 : Cendrillon Rhapsodie (en) (Cinderella) de Beeban Kidron : Mab
- 2006 : Les Aventuriers des mers du Sud (téléfilm) de Daniel Vigne : Fanny Stevenson
- 2011 : Les Saisons meurtrières : épisode Hiver rouge (téléfilm) de Xavier Durringer : Lili Rouseau
- 2013 : Les Saisons meurtrières : épisode Bleu catacombes (téléfilm) de Charlotte Brändström : Lili Rousseau

### Scénariste
- 1987 : Kung-fu Master d'Agnès Varda

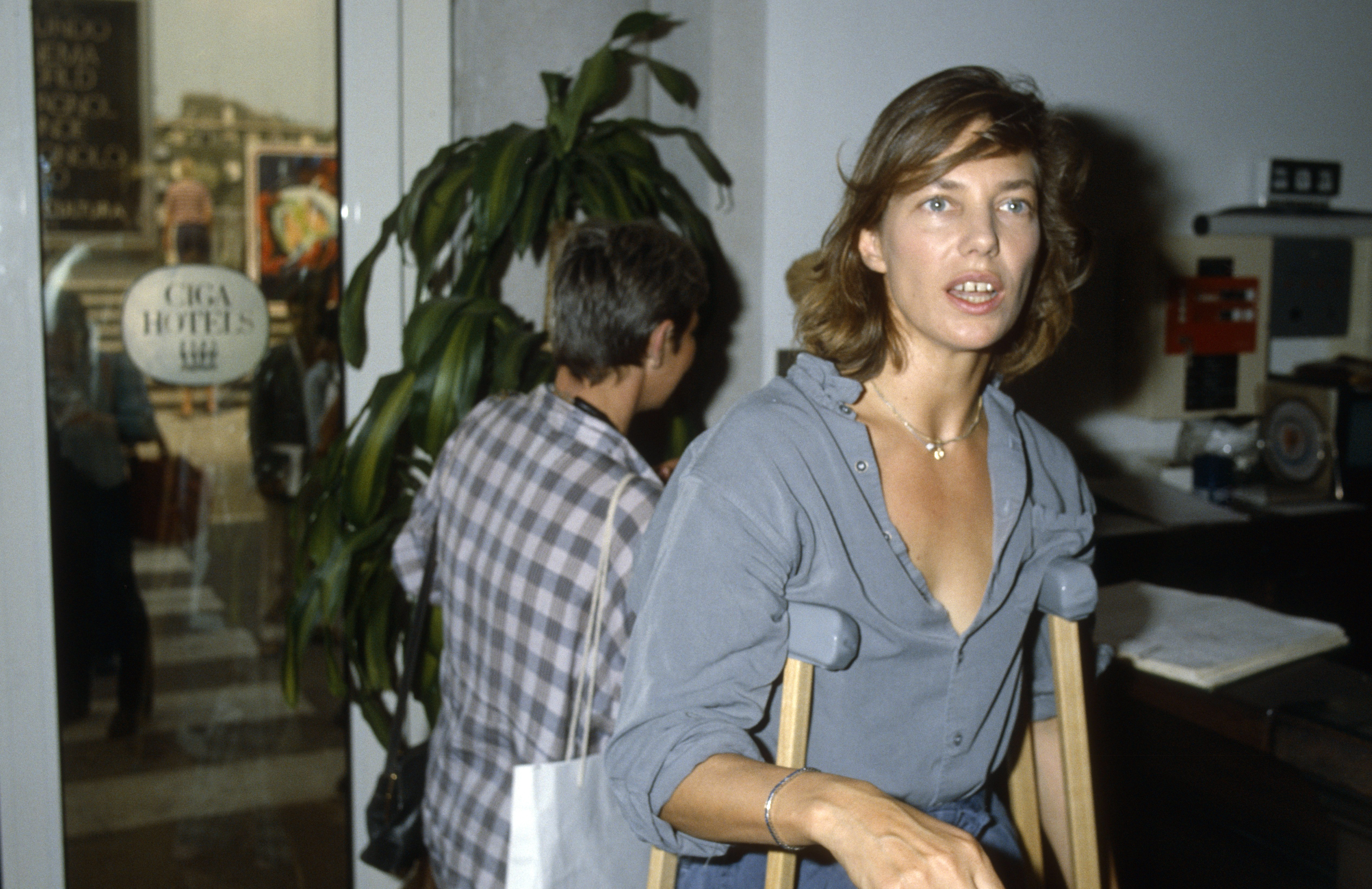
Jane Birkin en 1984.

- 1992 : Oh ! pardon tu dormais de Jane Birkin
- 2007 : Boxes de Jane Birkin

### Réalisatrice
- 1992 : Oh ! pardon tu dormais
- 2007 : Boxes

## Théâtre

### Actrice
- 1964: Carving a Statue, de Graham Greene, Théâtre Royal de Brighton
- 1985 : La Fausse Suivante de Marivaux, mise en scène Patrice Chéreau, Théâtre Nanterre-Amandiers, TNP Villeurbanne
- 1988 : L'Ex-femme de ma vie de Josiane Balasko, mise en scène de l'auteur, Le Splendid Saint-Martin
- 1990 : Quelque part dans cette vie d'Israël Horovitz, mise en scène Jean-Loup Dabadie, Théâtre des Bouffes-Parisiens
- 1993 : L'Aide-mémoire de Jean-Claude Carrière, mise en scène Bernard Murat, Comédie des Champs-Élysées
- 1995 : Les Troyennes d'Euripide, National Theatre Londres
- 1999 : Oh ! pardon tu dormais de Jane Birkin, mise en scène Xavier Durringer, Théâtre de la Gaîté-Montparnasse
- 2005 : Hamlet de Shakespeare, mise en scène Rupert Goold, Royal Theatre Northampton
- 2006 : Électre de Sophocle, mise en scène Philippe Calvario, Le Quartz, Théâtre Nanterre-Amandiers, Théâtre du Gymnase, Théâtre national de Nice, tournée
- 2014 : Gainsbourg, poète majeur, lecture au Théâtre de l'Odéon

### Autrice
- Oh ! pardon tu dormais, pièce de théâtre publiée aux éditions Albin Michel, 2000  (ISBN 978-2226457288).
- Boxes, pièce de théâtre publiée chez l’avant-scène théâtre, 2021  (ISBN 978-2749815060).

### Productrice
- 2002 : Arabesque (spectacle musical)

## Discographie

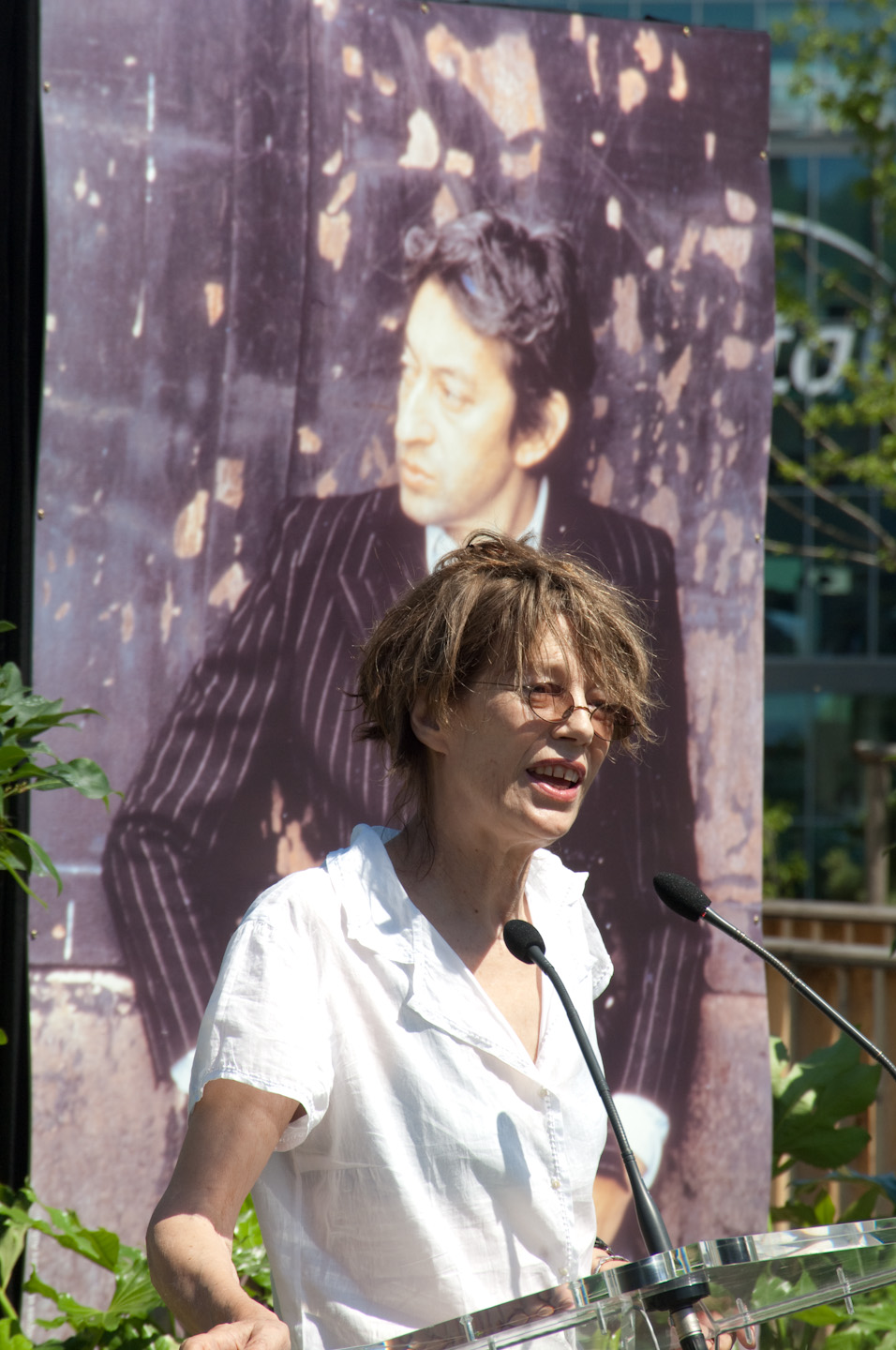
Jane Birkin lors de l'inauguration du Jardin Serge Gainsbourg.

Note : (SG) désigne les albums écrits et composés par Serge Gainsbourg pour Jane Birkin. D'autres enregistrements contiennent des titres signés Gainsbourg, conçus après la mort de celui-ci.

### Albums studio
- 1969 : Jane Birkin – Serge Gainsbourg (SG)
- 1973 : Di Doo Dah (SG)
- 1975 : Lolita Go Home
- 1978 : Ex fan des sixties (SG)
- 1983 : Baby Alone in Babylone (SG)
- 1987 : Lost Song (SG)
- 1990 : Amours des feintes (SG)
- 1996 : Versions Jane (SG)
- 1998 : À la légère
- 2004 : Rendez-vous
- 2006 : Fictions
- 2008 : Enfants d'hiver
- 2017 : Birkin / Gainsbourg : le symphonique
- 2020 : Oh ! Pardon tu dormais…

### Albums en public

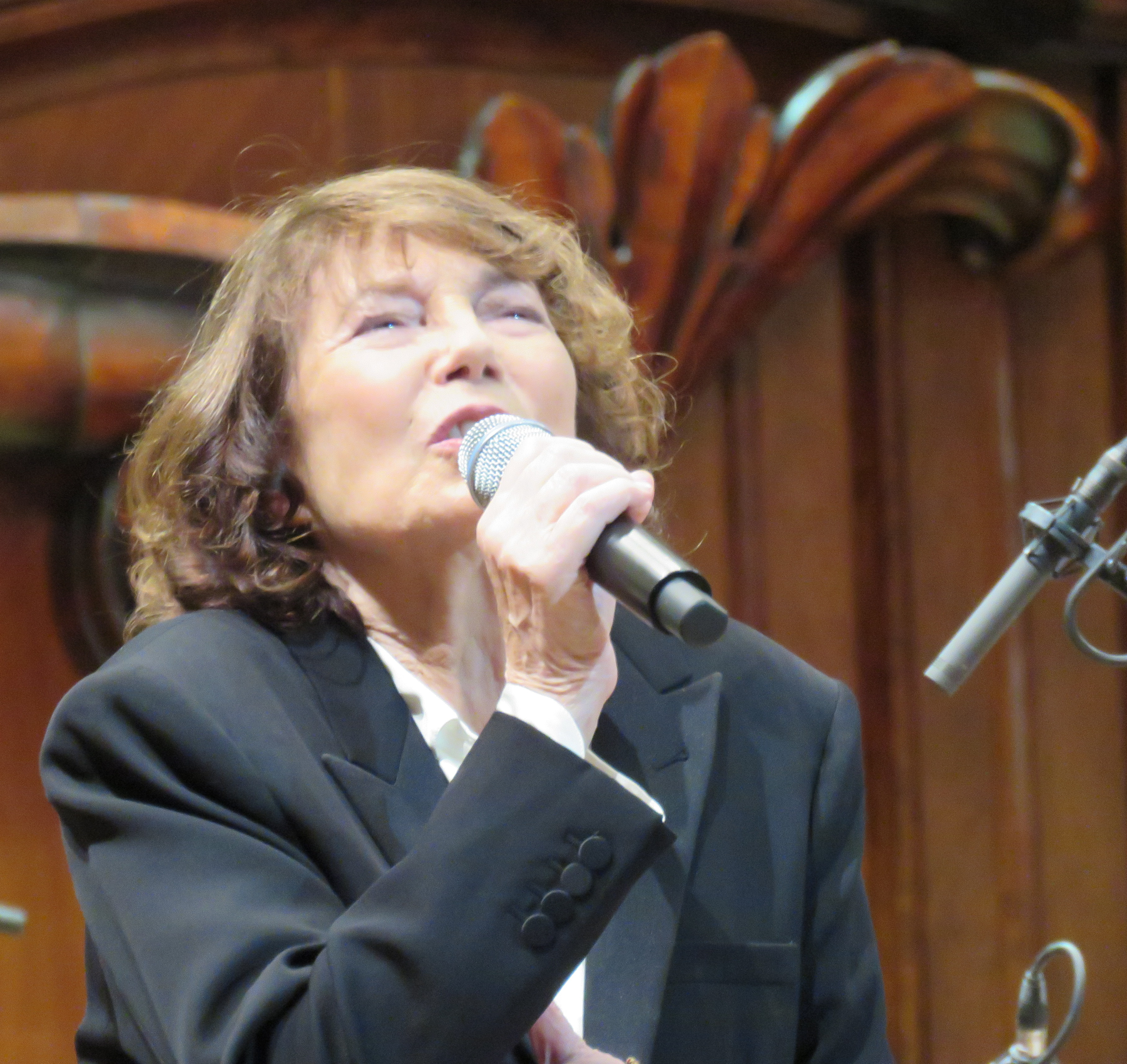
Jane Birkin à Varsovie en 2017.

- 1987 : Jane Birkin au Bataclan (SG)
- 1992 : Je suis venue te dire que je m'en vais… (concert au Casino de Paris)
- 1996 : Intégral Olympia
- 2000 : Jane en concert au Japon
- 2002 : Arabesque
- 2009 : Au Palace
- 2012 : Jane Birkin Sings Serge Gainsbourg Via Japan
- 2022 : Oh ! pardons tu dormais... le concert

### Principales compilations
- 1985 : Quoi
- 1992 : Jane B. (intégrale en 4 CD)
- 1998 : The Best Of **
- 2020 : The Best Of, coffret 3 CD incluant des titres de tous les albums de Jane jusqu'au Symphonique
- 2022: 1969-2022 Coffret, la toute première intégrale de Jane Birkin présentée sous la forme d’un luxueux livre d’art de 18CD + 1 DVD. Ce coffret regroupe l’intégralité des enregistrements de Jane Birkin de 1969 à 2022.

### Participations
- 1988 : Ultra moderne solitude, album d'Alain Souchon – duo sur Comédie
- 1992 : Urgence, album caritatif Institut Pasteur / Sida – Les goëmons (reprise de Serge Gainsbourg)
- 1996 : Entre sourire et larmes, album caritatif associations anti-SIDA – D'un geste ordinaire et Les yeux fermés (duo avec Brett Anderson)
- 1997 : Jazz à St Germain, compilation – These foolish things (duo avec Jimmy Rowles)
- 2001 : Ma chanson d'enfance, album de reprises – My Bonnie
- 2002 : Autour de Serge Reggiani, album hommage à Serge Reggiani – L'Absence
- 2003 : Slideling, album de Ian McCulloch – duo sur Baby hold on
- 2004 : Route Manset, album hommage à Gérard Manset, réédition de l'album publié en 1996, incluant Si tout était faux (chanson figurant sur A la Légère)
- 2005 : Les Retrouvailles, album de Yann Tiersen – Plus d'hiver
- 2006 : Dépression au-dessus du jardin en duo avec Rodolphe Burger, sur l'album Hommage à Serge Gainsbourg de Burger et Meteor Band (concert donné dans le cadre du 6ème Festival C’est dans la Vallée au Temple Réformé de Sainte-Marie-aux-Mines)
- 2009 : On n'est pas là pour se faire engueuler !, album hommage à Boris Vian – Bientôt
- 2009 : New Yorker, album de duos d'Hugues Aufray – Tout comme une vraie femme (adaptation de Just like a woman de Bob Dylan)
- 2010 : Courchevel, album de Florent Marchet – duo sur Roissy
- 2012 : ElleSonParis, album concept – 5 avenue Marceau
- 2017 : Breizh eo ma bro !, album collectif dédié à la Bretagne – Brest (duo avec Miossec)
- 2017 : Barbara, album hommage à Barbara par le pianiste Alexandre Tharaud – Là-bas et en bonus, So Near, adaptation anglaise de Là-bas
- 2020 : La dignité d'une femme, sur le projet Jours de Gloire
- 2023 : J'dis pas qu'je t'aime, en duo avec Adamo sur son album In French please ! (adaptation de I'm not in love de 10cc)
- 2023 : Mes amis sur l'album Coeur sacré en hommage à Daniel Darc

### Quelques chansons
- 1970 : black ... white (Pierre Bachelet)
- 1976 : Ballade de Johnny Jane (SG)
- 1977 : Yesterday yes a day (SG) (extrait de la bande originale du film Madame Claude de Just Jaeckin, éditée en 1977).
- 1983 : Fuir le bonheur de peur qu'il ne se sauve (SG)
- 2012 : Une petite fille avec Nobuyuki Nakajima

## Vidéographie

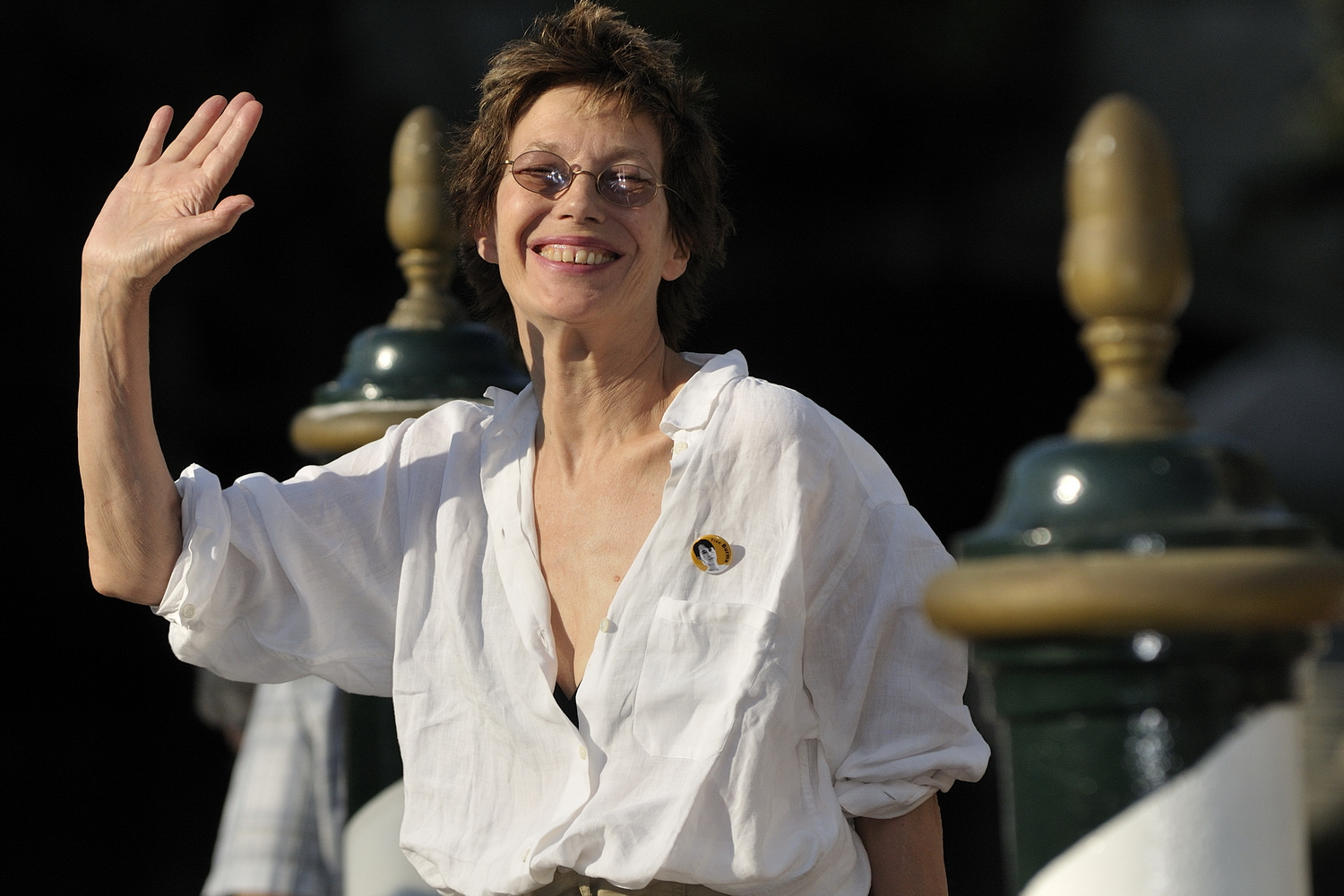
Jane Birkin à la Mostra de Venise 2009.

- 1987 : Jane Birkin au Bataclan (VHS et DVD)
- 1991 : Je suis venu te dire que je m'en vais... Concert intégral au Casino de Paris (VHS et DVD)
- 1998 : Jane Birkin : Légèrement (VHS)
- 1996 : Versions Jane (VHS)
- 1999 : Numéro Un Jane Birkin (VHS et DVD)
- 1999 : Top à Gainsbourg.Birkin (DVD)
- 2002 : Arabesque enregistré au Théâtre de l'Odéon. Inclus le documentaire Jane Birkin, le voyage d'Arabesque (DVD)
- 2004 : Rendez-vous avec Jane (DVD)
- 2005 : Jane Birkin - Master Serie - Compilation de vidéoclips (DVD)
- 2013 : Mes images privées de Serge (DVD)

## Tournées

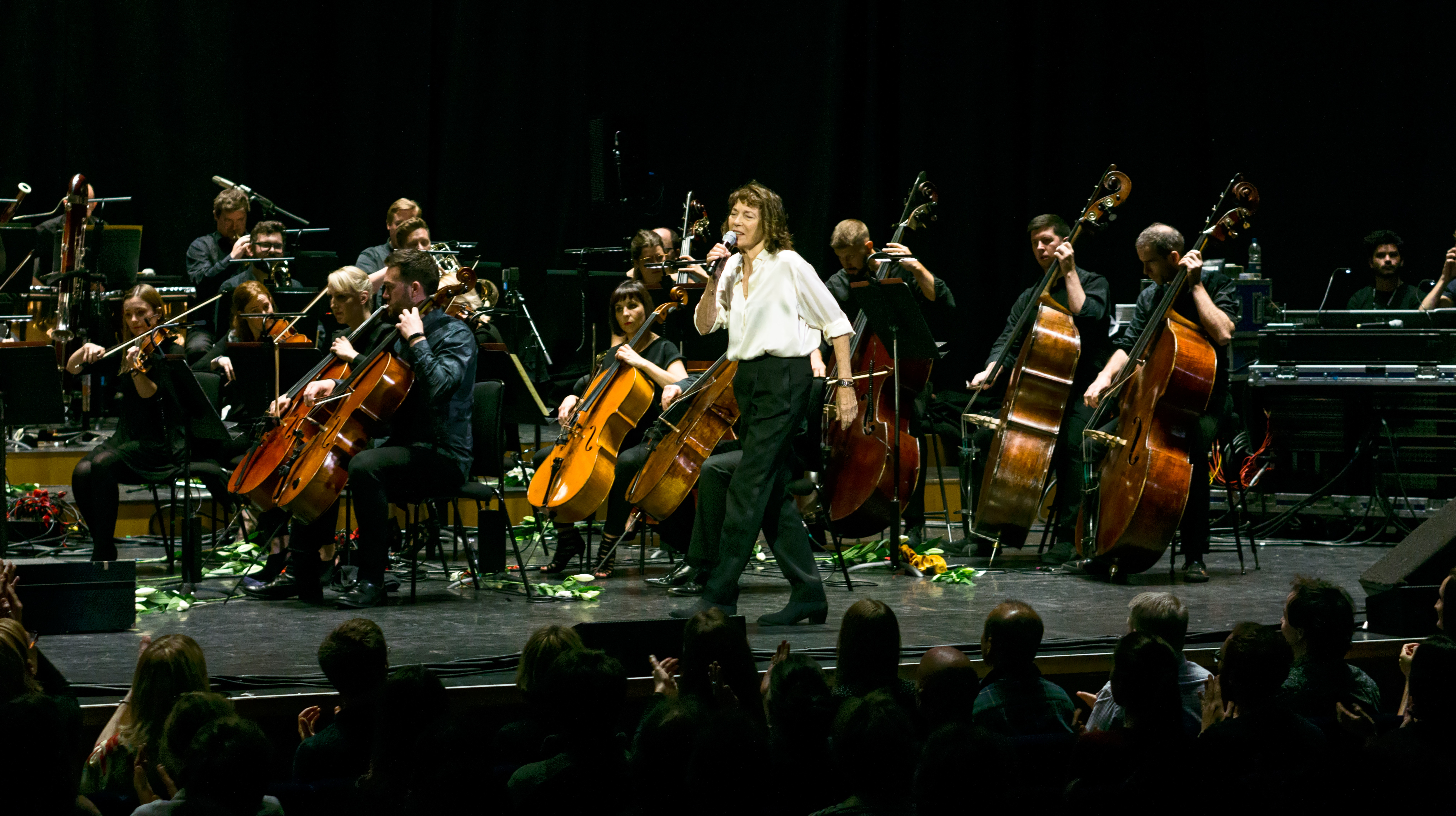
Jane Birkin en concert le 26 septembre 2017

## Distinctions

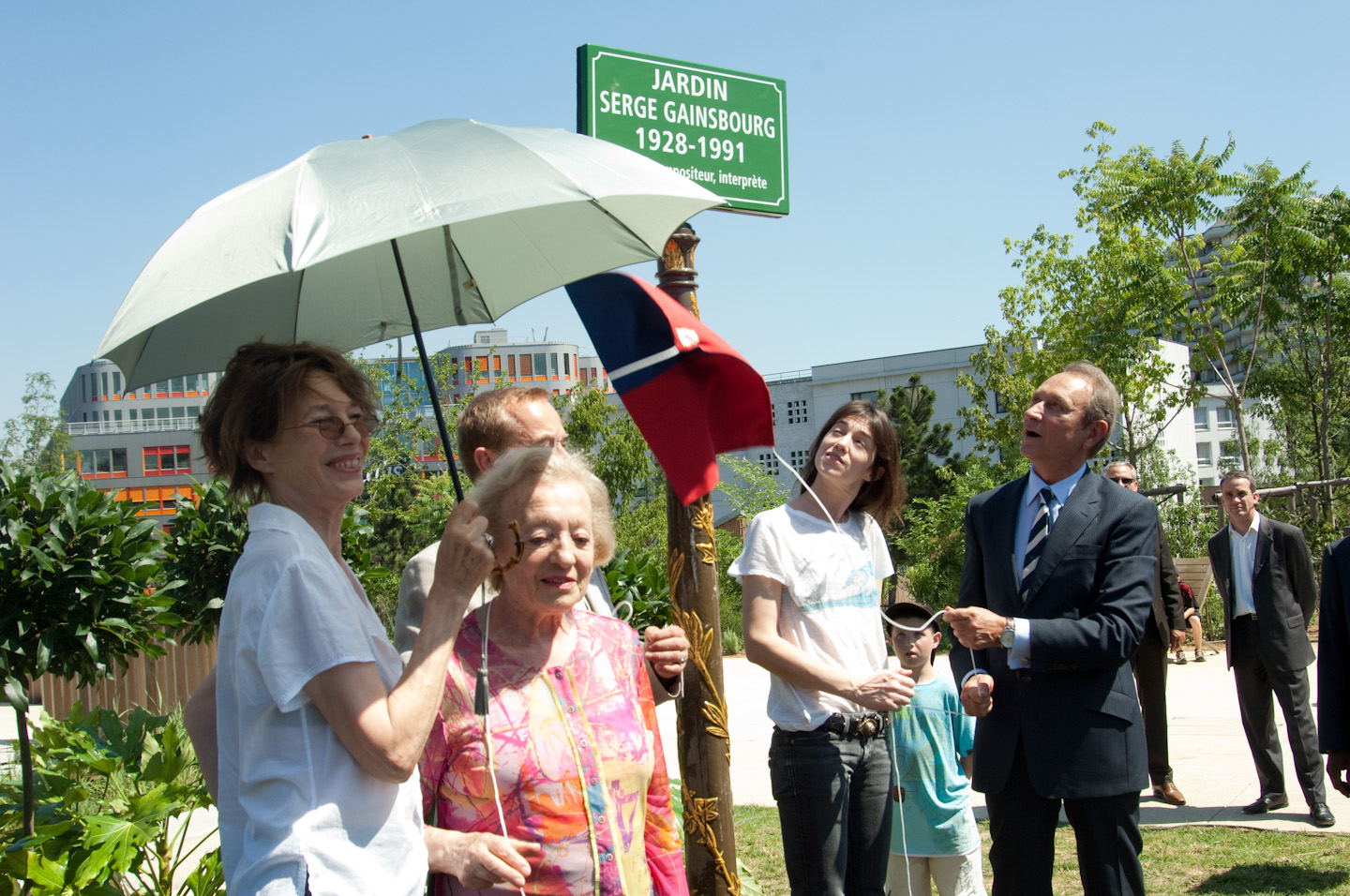
Jane Birkin, Charlotte Gainsbourg et Bertrand Delanoë à l'inauguration du jardin Serge-Gainsbourg en 2010.

### Récompenses
- Victoires de la musique 1992 : artiste interprète féminine de l'année
- Gérard du cinéma 2011 : Gérard du désespoir féminin pour Thelma, Louise et Chantal
- Victoires de la musique 2021 : Victoire d'Honneur

### Nominations
- César 1985 : César de la meilleure actrice pour La Pirate[68]
- César 1987 : César de la meilleure actrice pour La Femme de ma vie[68]
- Molières 1990 : Molière de la comédienne pour Quelque part dans cette vie
- César 1992 : César de la meilleure actrice dans un second rôle pour La Belle Noiseuse[68]

### Décorations
France
- Officier de l'ordre national du Mérite (2015)[69] ; chevalier (2004).
- Commandeur de l'ordre des Arts et des Lettres (2022)[70].

Jane Birkin avait refusé la Légion d'honneur en 1989.
Étranger
- Ordre de l'Empire britannique à titre civil (officier, 4e classe. Royaume-Uni, 2001).
- Ordre du Soleil Levant (ruban d'or et rosette, 4e classe. Japon, 2018)[72].

### Autres
- En 2025, dans le 10e arrondissement de Paris, la passerelle des Douanes, sur le canal Saint-Martin, prend le nom de passerelle Jane-Birkin.
- Une rose Jane Birkin est baptisée en 2015[73].
- Un timbre poste des Comores, collection "Célébrités françaises" (2009) de 300F.C. design de P. Puvilland[74].

## Publications
- Gabrielle Crawford et Jane Birkin, Pièces attachées, Éditions Fetjaine, 2013
- Jane Birkin, Munkey Diaries - Journal 1957-1982 (extraits choisis, traduits de l'anglais, commentés et annotés par Jane Birkin entre 2016 et 2018), Fayard, 2018 (ISBN 2213701474)
- Jane Birkin, Post-scriptum : le journal intime de Jane Birkin (1982-2013) (extraits choisis, traduits de l'anglais, commentés et annotés par Jane Birkin), Fayard, 2019 (ISBN 978-2213711997)

### Préfaces
- Charlotte Gainsbourg, Livre de photographie accompagnant le Comblo Blu-ray-Dvd du documentaire Jane by Charlotte, jour2fête, 2022 (EAN 354-5020079775)
- Michel Croix, Escapades Birmanes : carnet de voyage, Paris, Hugo Image, 2009, 173 p. (ISBN 978-2755603385)
- Thierry Falise, Aung San Suu Kyi : Le jasmin ou la lune, Paris, Florent Massot, 2007, 349 p. (ISBN 9782916546056)
- Guillermo Mordillo, Love story, Glénat, 1985, 88 p. (ISBN 978-2723405911)